# Jeff Gordon
Jeffrey Michael Gordon, ismertebb nevén Jeff Gordon (Vallejo, Kalifornia, 1971. augusztus 4. –) amerikai autóversenyző.
Karrierje teljes egészét a NASCAR különböző kategóriáiban töltötte. Versenyzői éveinek nagy része a ma Sprint Cup Series néven ismert kategóriához kötődik, melyet négy alkalommal (1995, 1997, 1998, 2001) nyert meg. A versenysorozat legnagyobb presztízzsel bíró versenyén, a Daytona 500-on háromszor (1997, 1999, 2005) végzett az élen. Kilencvenhárom futamgyőzelmével és nyolcvanegy pole-pozíciójával a sorozat történetének harmadik legsikeresebb versenyzője, míg a modern érában (1972–) mindkét vonatkozásban ő a legeredményesebb. Teljes Sprint Cup-pályafutása során a Hendrick Motorsportsnál versenyzett.
Ő az, aki a legtöbb egymást követő versenyen indult karrierje során, valamint huszonhárom szezonon keresztül minden egyes évben szerzett legalább egy pole-pozíciót, ezen kívül számtalan rekord fűződik még a nevéhez.
Korábban elindult a második vonalnak számító Busch Series-ben (ma Xfinity Series). Komolyabb karrierje itt kezdődött, mikor az 1990-es szezon utolsó négy futamából kettőn elindult. 1991-ben és 1992-ben a Bill Davis Racingnél teljes szezont futott, utóbbi évben három győzelmet szerzett. 1999-ben és 2000-ben ismét elindult néhány versenyen saját csapata színeiben.
Rick Hendrickkel együtt társtulajdonosa Jimmie Johnson #48-as rajtszámú autójának. Johnson hat bajnoki címet szerzett 2006 és 2010 között, valamint 2013-ban. Saját korábbi, #24-es rajtszámú Chevrolet-jében is van részesedése.
Felesége Ingrid Vandenbosch, két gyermekük van, Ella Sofia és Leo Benjamin.

## Pályafutásának kezdete
Gordon karrierje ötévesen kezdődött, amikor a kezdeti útkeresés után az amerikai kontinensen oly népszerű midget-autókkal, illetve azok negyedakkora, gyerekeknek tervezett megfelelőivel kezdett versenyezni. Ezek Európában leginkább az autókrossz-versenygépeknek felelnek meg, azonban Amerikában ezeket a járműveket legalább annyit használják aszfaltozott, mint krosszpályán, míg Európában szinte kizárólag utóbbin rendeznek ilyen jellegű versenyeket. Az anekdoták szerint az első pálya, ahol Gordon versenyzett, a Rio Linda-i Cracker Jack Track volt, és hatéves korára már harmincöt versenyt nyert, valamint öt pályacsúcsot állított fel. 1979-ben Gordon 51 kismidget-versenyt nyert meg. Tizenegy éves korában mind a huszonöt versenyt megnyerte, amelyen elindult. Tizenkét évesen rövid időre beleunt az autóversenyzésbe, és vízisízni kezdett, de egy év után visszatért eredeti sportjához. 1986-ban rövid időre belekóstolt a sprint autóversenyzésbe is, ahol három versenyt tudott megnyerni. Tizenhat évesen hivatalos versenyzői engedélyt kapott. Ezzel ő lett az addigi legfiatalabb pilóta, aki ezt megkapta.
Gordon kamaszkorában Indiana államba, egészen pontosan Pittsboro városába költözött családjával, ahol több lehetősége volt a fiatal, feltörekvő autóversenyzőknek. 1989-ben ő lett az év újonc midget-versenyzője (ekkor már értelemszerűen nem a kicsinyített, hanem a teljes méretű gépekkel versenyzett). Ebben az évben megnyerte a Night Before the 500 elnevezésű versenyt, amelyet minden évben hagyományosan az indianapolisi 500 előtti napon rendeznek. 1990-ben ismét az élen végzett itt, és ugyanebben az évben amerikai bajnok lett. Ebben a kategóriában negyven versenyéből huszonkétszer, vagyis futamai több, mint felén állhatott dobogóra. 1992-ben részt vett a Slim Jim Pro Series Winchester 400 versenyén, azonban egy ütközés miatt csak huszonnegyedikként rangsorolták.
A kilencvenes évek közepén Gordon többször elmondta, hogy a formulaautó-versenyzés lenne számára az álom, azonban soha nem talált elég tőkeerős szponzort a karrierje beindításához. Egy alkalommal a korábbi Formula–1-es versenyző Jackie Stewart is felajánlotta segítségét Gordonnak, hogy talál számára Európában megfelelő ülést egy Formula–3-as vagy Formula–3000-es csapatnál, azonban végül Gordon nem élt ezzel a lehetőséggel, ugyanis ekkor már egyre szorosabb kapcsolatban volt a NASCAR-ral.

## NASCAR

### Busch Series
Komolyabb NASCAR-karrierje megkezdése előtt szponzort kellett szereznie, így Gordon 1990-ben találkozott Hugh Connertyvel, több Hooters-étterem, valamint az Outback Steakhouse tulajdonosával. Connerty az Outbacken keresztül intézett Gordon számára egy autót, amellyel elindult a második legerősebb bajnokságnak számító 1990-es Busch Series utolsó néhány versenyén. Legelső futamára október 20-án, a North Carolina Motor Speedwayen került sor. Első autója egy hatvanhetes rajtszámú Pontiac volt, ezen kívül pedig itt tűnt fel először Gordon karrierjében versenymérnöke, Ray Evernham, akivel később rendkívül gyümölcsöző kapcsolatot alakítottak ki. Első időmérője kiválóan sikerült, ugyanis rögtön a második pozícióba, vagyis az első sor külső szélére kvalifikálta magát. A verseny már nem alakult ilyen jól, ugyanis a harmincharmadik körben balesetbe keveredett, végül harminckilencedikként rangsorolták.
1991-ben és 1992-ben teljes szezont futott a Busch Series-ben. Csapata ekkora már a Bill Davis Racing lett, amelynél egy Ford Thunderbirdöt vezethetett. Első évében rögtön ő lett az év legjobb újonca. Bár győzelmet ekkor még nem szerzett, egy első rajthely már összejött neki, és végül tizenegyedikként zárta a szezont. 1992-ben már győzni is tudott, ez összesen három versenyen sikerült neki az évad során. Rekordnak számító, tizenegy alkalommal az első rajthelyről kezdhette a futamokat, valamint számos esetben, ha nem is tudott nyerni, a legjobb öt között zárt. A fejlődés a versenyeken nyújtott teljesítményen kívül az év végi helyezésen és a szerzett pontokon is látható volt, ugyanis ebben az évben már negyedik lett, majdnem ötszáz ponttal többet szerezve, mint egy évvel korábban.
Legközelebb 1999-ben, már ismert Cup-versenyzőként tért vissza néhány Busch Series-versenyre. Ekkor saját csapatot indított, Gordon/Evernham Motorsports néven. Visszatérése első évében a Pepsi hat futamon segítette az indulásban Gordont, csapattársa, Ricky Hendrick (Gordon Cup-csapatfőnöke, Rick Hendrick fia) pedig két versenyen kapott lehetőséget. Ami Gordont illeti, a hat futamból négyszer is a legjobb öt között zárt, Phoenixben pedig nyerni is tudott. Az istálló ebben a formában csak egy szezont élt túl, ugyanis 1999 végén Evernham elhagyta Hendrick csapatát. 2000-ben ismét visszatért néhány verseny erejéig, és ebben az évben is összejött neki a győzelem Homestead-ben.

### Sprint Cup Series

#### Az első évek (1992–1994)

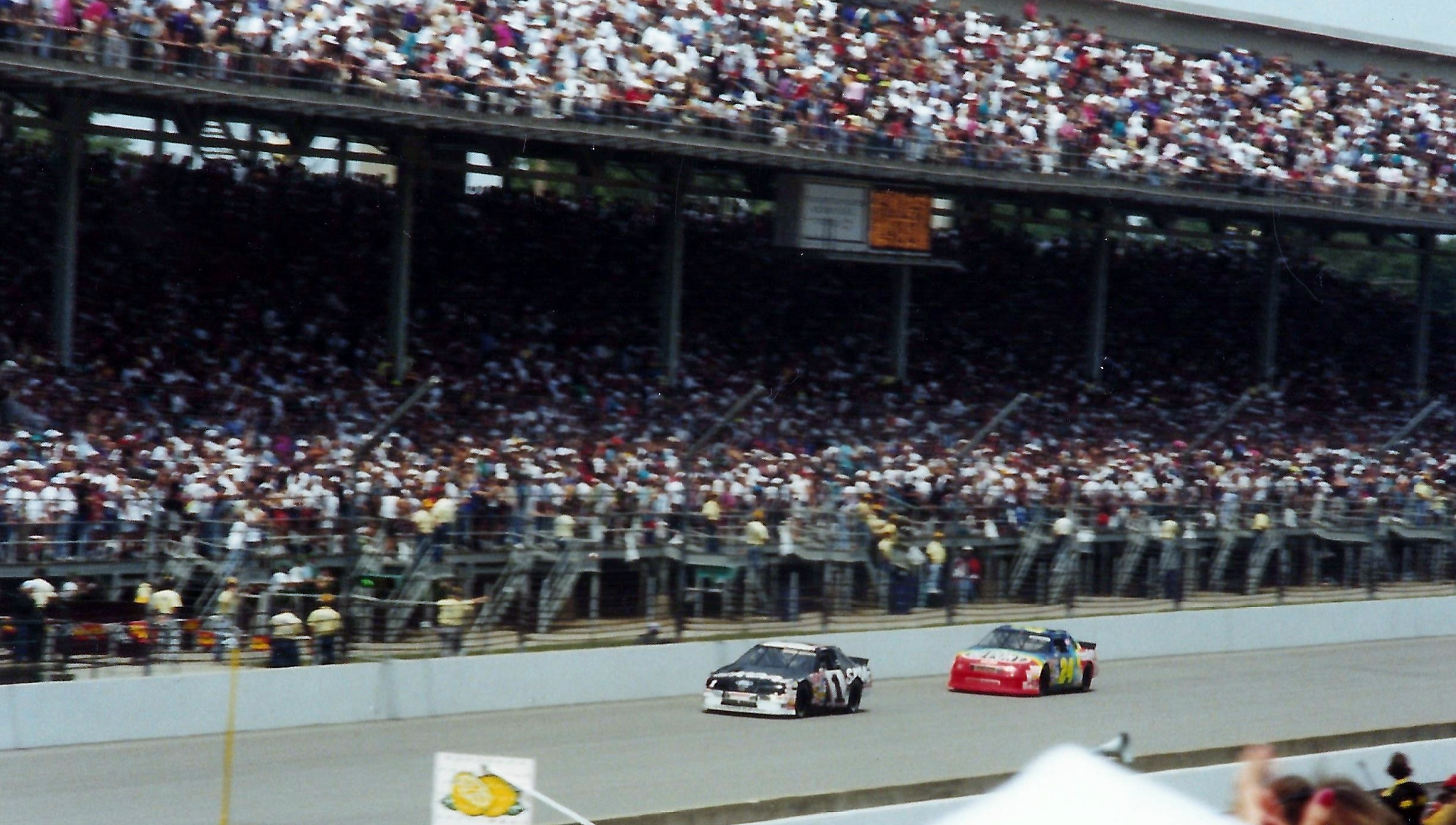
Gordon Rick Mastot üldözi az 1994-es Brickyard 400-on.

Már a Busch Series-ben töltött évei alatt többen megpróbálták leszerződtetni Gordont a Cup-csapatukba. Az első ilyen ember Jack Roush, a Roush Fenway Racing főnöke volt. A szerződés végül azért nem jött létre, mert Gordon nevelőapja, John Bickford azt szerette volna, hogy Ray Evernham legyen Gordon versenymérnöke, míg Roush a saját emberét preferálta volna. A Hendrick Motorsports vezetője, Rick Hendrick ugyancsak kíváncsi volt Gordon teljesítményére, így a csapatfőnök meg is nézte a teljesítményét egy 1992-es versenyen, az Atlanta Motor Speedwayen, két nappal később pedig le is szerződtette a fiatal, tehetséges pilótát. Első Sprint Cup-versenye (akkoriban Winston Cup) a Hooters 500 volt az 1992-es szezon végén. Gordon első versenye egyébként egy másik korszakos egyéniség, „a Király”, Richard Petty utolsó futama is volt, ahol Gordon végül egy ütközést követően harmincegyedikként zárt.
Első teljes idényét 1993-ban kezdhette meg. Rögtön első nekifutásra megnyerte a Daytona 500 kvalifikációs versenyét, a Gatorade Twin 125'-ot, ezzel ő lett a legfiatalabb versenyző, akinek ez sikerült. Ugyancsak megszerezte ebben az évben első pole-pozícióját is az őszi Charlotte-i versenyen. A szezont végül tizennegyedikként zárta. Bár győzelmet első évében még nem szerzett, tíz alkalommal is a legjobb tíz között végzett, ebből hatszor minimum ötödik volt. Jó teljesítményének köszönhetően ő lett az év legjobb újonca. Gordon teljesítménye szépen lassan megdöntötte azokat az előítéleteket, miszerint fiatal versenyző nem tud igazán jól teljesíteni ilyen magas szinten. Bár több jó versenyt futott, agresszív stílusa, és gyakori balesetei miatt több rutinos, nagynevű ellenfele ellenszenvét kivívta karrierje kezdeti szakaszában. Erre sokak szerint a legjobb példa az 1993-as First Union 400 volt, amely után Darrell Waltrip azt mondta Gordonról, hogy „mindent eltalált, csak a tempót nem”.
Az 1994-es szezon is jól indult számára, ugyanis a szezon első, húszkörös gálafutamát, az 1994-es Busch Clash-t megnyerte. Az év első „igazi” futamán, a Daytona 500-on negyedik lett, valamint hét kört vezetett is a verseny során. A következő versenyek nem alakultak túl szerencsésen, ugyanis a kilencből hat alkalommal is huszadiknál rosszabb helyen rangsorolták. Ezt követően viszont, a Coca Cola 600-on megszerezte pályafutása első futamgyőzelmét. Bár a verseny nagy részében, így az utolsó szakaszban is Rusty Wallace vezetett, végül az utolsó kerékcseréknél végzett jobb szerelői munka meghozta Gordon számára a hőn áhított győzelmet, ami után a díjátadáskor elsírta magát. Ebben az évben rögtön megszerezte második győzelmét is, ugyanis hazai pályán, Indianapolisban is őt intették le elsőként az először megrendezett Brickyard 400-on.

#### Négy év, három bajnoki cím (1995–1998)

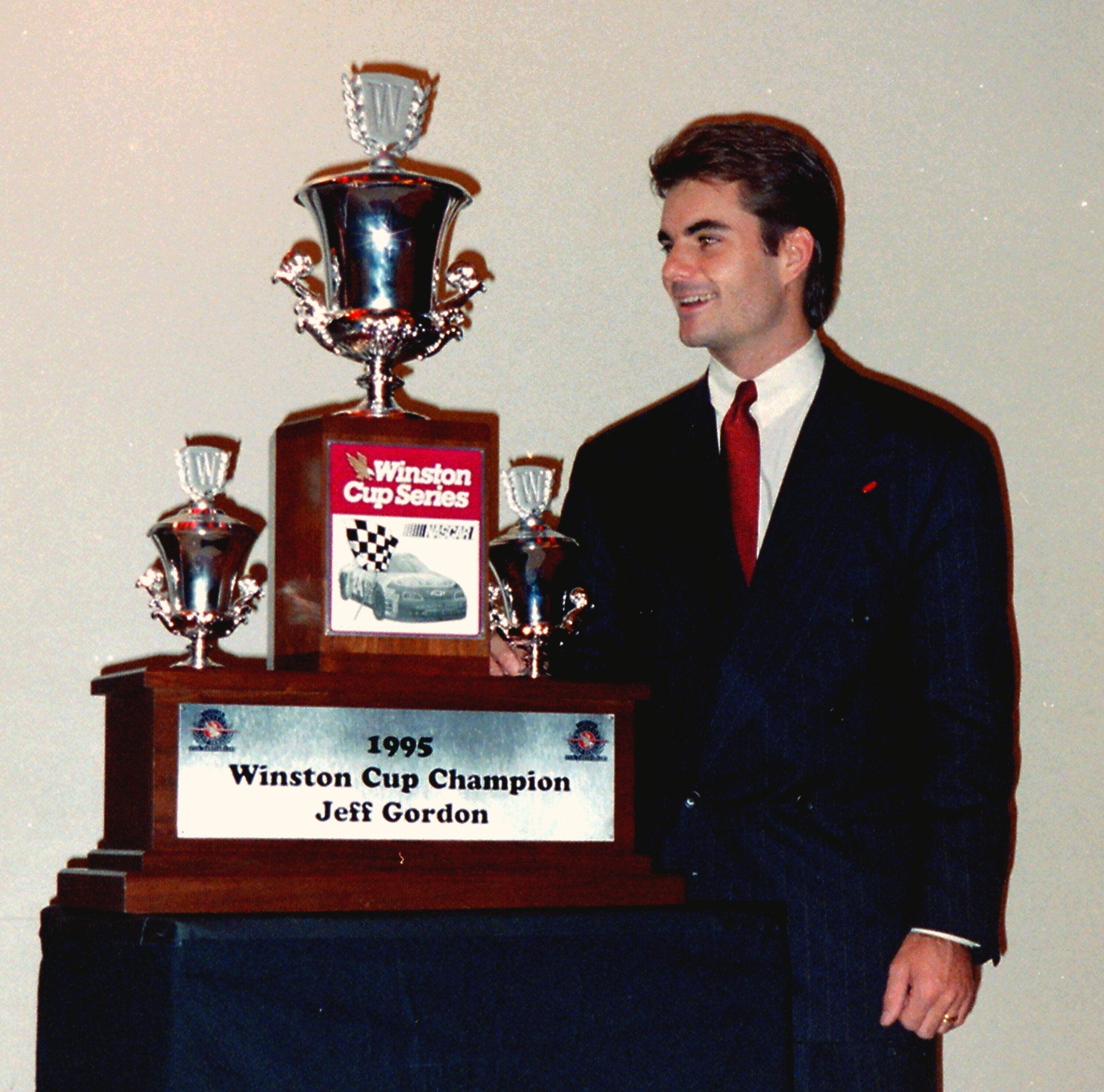
Gordon az 1995-ös trófeával

Az 1995-ös volt első igazán sikeres szezonja. Bár az év nem indult jól számára (22. hely Daytonában), a következő kilenc futamból hármat megnyert, és további négy alkalommal lett második vagy harmadik, ezen kívül négyszer az első rajtpozíciót is megszerezte. Hiába szerezte meg Charlotte-ban ötödik pole-pozícióját, egy szabálytalan alkatrész miatt őt és csapatát hatvanezer dollárra büntették, a versenymérnököt, Ray Evernhamet pedig próbaidőre helyezték. Később még négy pole-pozíciót szerzett (Dover, Michigan, Indianapolis, Martinsville), valamint ugyancsak négyszer intették le őt elsőként a kockás zászlóval (Daytona, New Hampshire, Darlington, Dover). Teljesítménye végül több, mint 300 pontos előnyben mutatkozott meg az idősebb Earnhardttal szemben, ez pedig bajnoki címet jelentett számára, pályafutása során először. A csapat rengeteget fejlődött egyébként a megbízhatóság terén, ugyanis míg az előző két szezonban összesen huszonegyszer nem ért célba, addig ez a szám az 1995-ös évben mindössze három volt.
1996-ban megkísérelte megvédeni címét. A futamgyőzelmeket tekintve még 1995-nél is jobban sikerült ez az év, ugyanis nem kevesebb, mint tízszer végzett az első helyen. Ám hiába kiemelkedő eredményei és a sok első hely, ebben az évben ismét rengeteg kiesés, vagy baleset miatti rossz helyezés hátráltatta őt a címvédésben. Az első két futamon, Daytonában és Észak-Karolinában negyvenen kívüli helyezéssel rangsorolták, de Talladegában, New Hampshire-ben, Indianapolisban és Charlotte-ban sem sikerült beférkőznie még a legjobb 30 közé sem. Tíz futamgyőzelme ellenére elbukta a bajnokságot csapattársával, Terry Labontéval szemben, aki bár csak két futamot nyert, sokkal kiegyensúlyozottabb teljesítményt nyújtott, és végül 37 ponttal megelőzte Gordont. Ebben az évben rendeztek utoljára NASCAR-versenyt North Wilkesboróban. Ezen az utolsó futamon végül Gordon szerezte meg a győzelmet.
1997-ben, pályafutása során először, megnyerte a Daytona 500-at, ezzel az addigi legfiatalabb daytonai győztes lett. Bár később még nyert kilenc futamot (Bristolban például egészen a leintésig harcolt Rusty Wallace-szal), ismét több gyenge helyezés rondított bele a futamgyőzelmek uralta összképbe, így várható volt, hogy ebben az évben is kevés ponton fog eldőlni a bajnoki cím. Végül ez a forgatókönyv valósult meg, ugyanis az év végén mindössze tizenhét pont döntött Gordon és Dale Jarrett között, ám ezúttal Gordon örülhetett, és ő szerezte meg a bajnoki címet, pályafutása során már másodszor. Ebben az évben ismét meggyanúsították Gordont és Evernhamet, hogy szabálytalan autót indítanak, ám ezúttal nem a kritikusoknak volt igaza. Mivel megnyerte a Daytona 500-on kívül a Coca Cola 600-at, valamint Darlingtonban is ő végzett az élen, a négy legnagyobb presztízzsel bíró verseny közül hármat is megnyert. Ez akkoriban azt jelentette, hogy egy különdíjat nyert, a Winston Milliont, amit az a versenyző kapott, aki hasonló teljesítményre volt képes (a negyedik klasszikus egyébként Talladega). Gordon mindössze a második versenyző volt, aki ezt véghez tudta vinni, előtte ez Bill Elliottnak sikerült 1985-ben.
Az 1998-as év a NASCAR modern érájának egyik legnagyobb fölénnyel megnyert éve. Az előző évek szoros küzdelmei után Gordon ebben a szezonban egyeduralkodó volt, és gyakorlatilag egy pillanatig nem forgott veszélyben, hogy ő lesz a bajnok év végén. Már a szezon első felében nyert négy futamot, de az igazi dominancia az évad második felére maradt. Az utolsó tizenhét futamból kilencszer is az élen zárt, volt olyan sorozata, amikor hatból öt versenyt is ő nyert meg, köztük négyet egymás után. Ezen a tizenhét futamon egyébként a kilenc győzelemmel együtt tizenhatszor a legjobb ötben zárt, legrosszabb eredménye egy hetedik hely volt. A szezon végén az ő neve mellett tizenhárom győzelem, hét pole-pozíció, huszonöt top 5-ös és huszonhét top 10-es helyezés állt, és egy alkalommal négy egymást követő versenyt is megnyert. Ezek közül a tizenhárom futamgyőzelem, valamint a négy egymást követő siker egyaránt rekordnak számítanak a modern érában. Gordon végül 364 ponttal előzte meg a második helyezett Mark Martint, így tehát négy évből harmadszor szerzett bajnoki címet.

#### Új versenymérnökök, új szituációk (1999–2005)
Gordon az 1999-es szezont is Evernhammel kezdte meg, akivel ismét nagyon jól indult az év. Ebben az idényben megszerezte második győzelmét a Daytona 500-on, valamint újabb elsőségeket zsebelt be Atlantában, a California 500-on, Sears Point-ban és Watkins Glen-ben. A Martinsville-i verseny előtt egy nagy változás következett be csapatában a Hendrick Motorsports-on belül, ugyanis Ray Evernham távozott a csapattól, hogy saját istállót alapítson Evernham Motorsports néven. Versenymérnöke Evernham után Brian Whitesell lett. Vele Martinsville-ben, majd rögtön a következő futamon, Charlotte-ban sikerült győznie, de a bajnoki címre ezúttal nem volt esélye, csak a hatodik lett. Az év során felvette vele a kapcsolatot Chip Ganassi, a Chip Ganassi Racing tulajdonosa, azzal a céllal, hogy leszerződtesse az istállójába, míg a Dallas Cowboys első embere, Jerry Jones egyenesen társtulajdonosnak szerette volna megszerezni őt egy új csapathoz. Végül egyik lehetőség sem valósult meg, mégpedig azért, mert az 1999–2000 közötti holtszezonban Gordon életre szóló szerződést kötött a Hendrick Motorsportsszal, amely egyben azt is jelentette, hogy részesedést kapott a saját, 24-es rajtszámú autójának bevételeiből, nem csak egyszerűen versenyzője volt tehát már az autónak.
Brian Whitesell csak néhány verseny erejéig volt Gordon versenymérnöke, 2000-nek már Robbie Loomisszal vágott neki. Ez az éve kimondottan rosszul sikerült. Első éve Loomisszal leginkább az összecsiszolódásról szólt, ennek megfelelően 2000-ben „mindössze” három győzelmet szerzett, Talladegában (ez volt karrierje ötvenedik futamgyőzelme), Sonomában és Richmondban. Év végén a kilencedik helyen zárt, ennél rosszabbul csak első teljes szezonjában teljesített, akkor tizennegyedik lett.
2001-ben Gordon rácáfolt azokra a kritikákra, miszerint csak Evernhammel tudna bajnoki címet szerezni. Ebben az évben hat futamot is meg tudott nyerni, ő végzett az élen Las Vegasban, Doverben, Michiganben, amely a Hendrick századik győzelme volt, egyik kedvenc helyszínén, Indianapolisban, Watkins Glenben és az első ízben megrendezett kansasi versenyen. A szezon végén 5112 ponttal zárt, 349-cel többel, mint a második helyezett Tony Stewart. Negyedik bajnoki címével mindössze a harmadik versenyző lett a sorozat történetében, aki legalább négy bajnoki címet szerzett, Richard Petty és Dale Earnhardt után, akik hét-hét bajnoki címmel fejezték be karrierjüket, Earnhardt sajnálatos módon pont ebben az évben, a Daytona 500-on életét vesztve. Gordon összetettbeli harmadik helye (a bajnoki címeket tekintve) csak közel egy évtizeddel később változott meg, amikor csapattársa, Jimmie Johnson 2006 és 2010 között zsinórban ötször nyert, megelőzve Gordont.

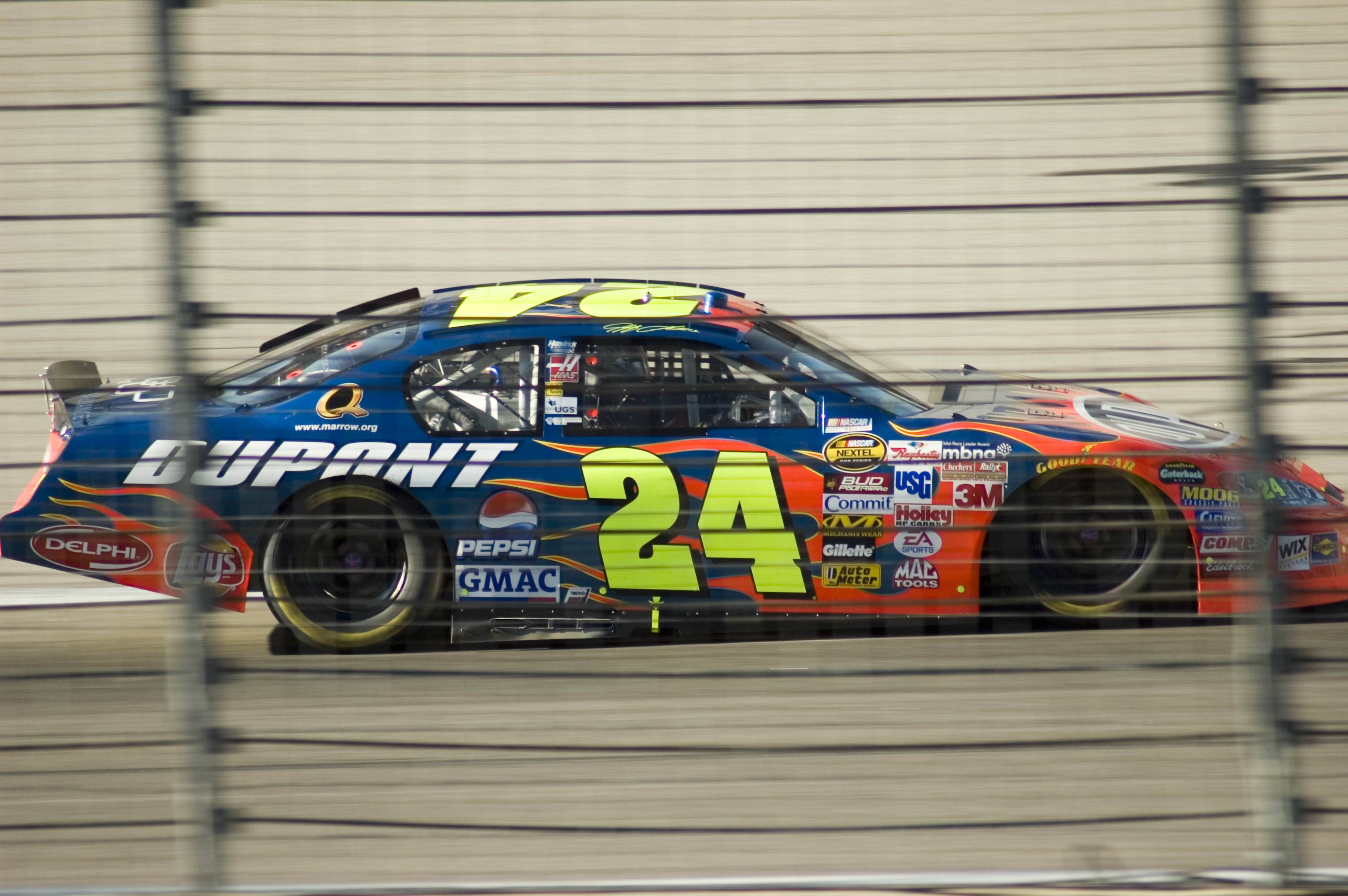
Gordon 2005-ben

2002 és 2003 két csendesebb év volt Gordon számára. Bár futamgyőzelmeket szerzett (mindkét évben hármat-hármat), 2002-ben ötödik, 2003-ban negyedik helyen zárt összetettben. 2004-ben, amikor a sorozat először futott Nextel Cup néven, a #24-es autó Gordonnal öt győzelmet aratott, és végül a győzelem sem múlt sokon. Az első három versenyző, Kurt Busch, Jimmie Johnson és Gordon között mindössze tizenhat pont volt a különbség, Busch és Johnson, valamint Johnson és Gordon között is 8-8.
2005-ben hiába szerzett négy győzelmet is (Daytona 500, mindkét Martinsville-i verseny és Talladega), év végén mégis karrierje második legrosszabb év végi helyezését hozta össze. Hiába a négy futamgyőzelem és a további tíz top 10-es helyezés, a mérleg másik oldalán kilenc be nem fejezett verseny állt, ez pedig rányomta a bélyegét a szezonra, és végül csak tizenegyedik lett, így a bajnoki címért zajló egyfajta „rájátszásba”, a Chase-be sem jutott be. Szeptember 14-én Loomis elhagyta a csapatot, így helyette Gordon egyik szerelője, Steven Letarte lépett elő versenymérnökké.

#### Majdnem bajnok (2006–2010)
2006-ban is Steven Letarte maradt Gordon versenymérnöke, és ez így is maradt egészen 2010-ig. 2006-ban egyébként mindössze két győzelmet szerzett, Sonomában és Chicagolandben, ezen kívül pedig az első rajthelyről is kétszer indulhatott, a doveri és phoenixi őszi versenyeken. 2007-re jelentősen feljavult Gordon teljesítménye. Első győzelmét ebben az évben Phoeinxben szerezte, ahol egyébként a pole-pozícióból is indulhatott. Ez volt karrierje ötvenkilencedik időmérő-elsősége, ezzel beállította Darrell Waltrip rekordját a modern érában. Az időmérő után másnap még egy nagy versenyzőt utolért, ugyanis phoenixi győzelmével már ugyanannyi sikernél tartott, mint Dale Earnhardt, és már az összetett hatodik helyén állt. A következő helyszínen, Talladegában ismét a pole-ból tudott győzedelmeskedni, azonban itt a nézők finoman szólva sem örültek Gordon győzelmének, és az ünneplés kisebb botrányba fulladt, amikor sörösdobozokkal kezdték dobálni az autóját. Talladega után még négyszer végzett az élen, Darlingtonban, Poconóban, a második 'degai futamon és Charlotte-ban. A hét pole-pozíciója közül kettőt Fontanában és Bristolban szerzett, ezt követően volt egy hármas sorozata Phoenix és Richmond között, a szezon vége felé pedig Michiganben és Martinsville-ben is ő indulhatott az élről. Bár Johnson mögött csak második lett év végén, egy újabb rekordot felállított, ugyanis harmincszor is a legjobb tíz között zárt a futamokon. 2007 már a második év volt, amikor Gordon a Chase-rendszer miatt bukta el a bajnokságot: a régi rendszer szerint 2007-ben Gordon 353 ponttal előzte volna meg csapattársát.
2008 és 2010 között nem sok sikerélménye akadt, ugyanis ezalatt a három szezon alatt mindössze egyszer tudott futamot nyerni, méghozzá Texasban, pályafutása során először. Az egy futamgyőzelme mellett szerzett ezalatt az időszak alatt hat pole-pozíciót, legjobb összetett eredménye pedig egy harmadik hely volt 2009-ből, Johnson és Mark Martin mögött. 2009-ben Gordon lett az első olyan versenyző, aki karrierje során legalább százmillió dollárt összegyűjtött a versenyek pénzdíjazásaiból.

#### A veterán Gordon (2011–2015)

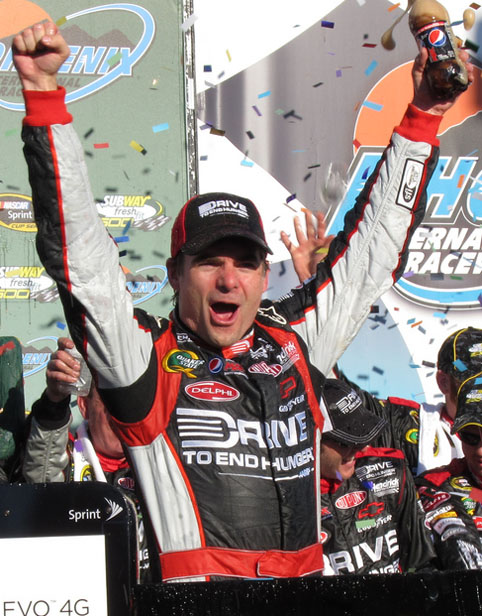
Gordon 2011-es phoenixi győzelme után

A 2011-es évtől kezdve Alan Gustafson lett Gordon versenymérnöke, míg korábbi főnöke, Letarte Dale Earnhardt Jr. csapatához került. Már a szezon második versenyén, Phoenixben megszületett Gustafson és Gordon első győzelme, ezzel pedig hatvanhat verseny után parkolhatott be ismét a győztesnek kialakított helyre, a Victory Lane-re. Az év első talladegai versenyén Gordon indulhatott a pole-pozícióból, ezzel pedig utolérte a vonatkozó ranglista harmadik helyén álló Cale Yarborough-t. Poconóban holtversenyben ő lett a legsikeresebb versenyző a pályán aratott győzelmeket tekintve Bill Elliott-tal. Atlantában Johnsont legyőzve sikerült megszereznie újabb győzelmét, ezzel pedig 85-tel már az ő neve mellett állt a harmadik legtöbb siker Richard Petty (200) és David Pearson (105) mögött, valamint Bobby Allison és Darrell Waltrip (84-84) előtt.
2012 ismét nem sikerült igazán jól számára. A kevés sikerélmény egyike volt a poconói győzelem. Miután az utolsó újraindítás idején Johnsonnak műszaki problémái adódtak, Gordon állt az élre, és végül megszerezte nyolcvanhatodik győzelmét, a hatodikat ezen a pályán. Mivel az előző évi versenyen már beállította Bill Elliott rekordját, ettől az idénytől kezdve már ő volt a legtöbb győzelmet szerző versenyző Poconóban. Egyik legjobb versenyét Richmondban futotta, ahol a verseny elején még körhátrányban is volt, végül Clint Bowyer mögött másodikként zárt, és ismét kvalifikálta magát a Chase-be. Phoenixben ismét Gordon és Bowyer volt a két főszereplő. A verseny egy pontján összeütköztek, emiatt Gordon a falban végezte, valamint defektet kapott. A baleset miatt Gordont ítélte meg vétkesnek a versenybíróság, valamint azt sem ítélte szabályosnak, ahogy a boxba hajtott volna a javítás miatt, így fekete zászlóval kiintette a versenyből. A döntés miatt feldúlt Gordon emiatt megvárta Bowyert, és szándékosan kiütötte őt a versenyből, véget vetve ezzel Bowyer bajnoki esélyeinek arra az évre. Már a két szerelőgárda is összecsapott (igaz, csak verbálisan), de az igazi balhé a két versenyző között látszott kialakulni. Bowyer amint tudott, kiszállt az autójából, és elkezdett futni Gordon felé, és a versenyfelügyelők csak nagy nehézségek árán tudták visszatartni Gordontól. Az eset miatt Gordon százezer dolláros büntetést, valamint huszonöt pontos levonást kapott, emellett december 31-ig próbaidőre helyezték. A balhét gyorsan maga mögött hagyta, és megnyerte a szezonzáró homesteadi versenyt, az évet viszont csak tizedikként fejezte be.
A 2013-as Bojangles' Southern 500 versenyen, Martinsville-ben karrierje (megszakítás nélküli) hétszázadik futamát teljesítette, és mivel harmadikként ért célba, egy újabb mérföldkőt is elért egyetlen hétvége alatt: pályafutása során háromszázadszor végzett a legjobb öt között. Két futammal később, Doverben a 301. top 5-ös helyezését is megszerezte, ezzel utolérte David Pearsont. Richmondban pályacsúccsal szerezte meg az edzéselsőséget, 2013-ban először, Richmondban pedig ötödször, utóbbi rekord. Azzal, hogy huszonegy szezonja mindegyikében szerzett pole-pozíciót, szintén rekordot állított fel. Ez volt hosszú idő után az első szezon, amikor nem jutott be a Chase-be, ugyanis hiába lett nyolcadik, győzelmet nem szerzett, ebben a rendszerben pedig a futamgyőztes pilóták élveznek elsőséget. Szeptember 13-án kiderült, hogy mégis részt vehet a Chase-ben, ugyanis úgy ítélték meg, hogy az előtte egy ponttal végző, így Gordont a Chase-ből kiütő Joey Logano a szabályok adta kereteken túl játszott össze David Gillilanddel, hogy Logano Gordon előtt maradhasson. Martinsville-ben megszerezte első 2013-as győzelmét, a pályán pedig 2005 óta az elsőt. 2013-ban végül hatodikként zárt.
A futamgyőzelmeket tekintve 2014 volt utolsó igazán sikeres éve. Az elsőt Kansasben aratta. Az indianapolisi Brickyard 400 előtt Indianapolis polgármestere, Greg Ballard Gordon 1994-es győzelmét „Jeff Gordon-nappá” nyilvánította. A gesztus jót tett Gordonnak, ugyanis 17 körrel a verseny vége előtt megelőzte Kasey Kahne-t, és megnyerte a futamot, ötödször Indianapolisban. Nyert Michiganben és Doverben is, ezzel ezeken a pályákon is két nagyon hosszú nyeretlenségi sorozatot szakított meg, ugyanis 2001 óta egyik helyszínen sem tudott győzedelmeskedni. Texasban Gordon, Johnson és Brad Keselowski harcoltak a győzelemért. A legvégén Keselowski megpróbált az élre törni, azonban a kísérlet során kivágta Gordon gumiját, ami miatt Gordon ütközött, és csak huszonkilencedik lett, míg Keselowski is csak harmadikként zárt. A boxutcában, a kamionok között Gordon megvárta Keselowskit és összeszólalkozott vele, a jelenetnek a két versenyző szerelői is szem- és fültanúi voltak. A szóváltásból akkor lett komoly verekedés, amikor Kevin Harvick is beszállt, aki szintén Keselowskin szeretett volna elégtételt venni a futamon történt korábbi csatáik után. Hiába szerzett Gordon négy győzelmet, a bajnoki címre nem volt esélye, és végül ismét hatodik helyen fejezte be az évet. A szezon során megszerezte 454. top 10-es helyezését, ezzel az örökranglista második helyére ugrott Richard Petty (712) mögé.
2015-ben rögtön az év elején, január 22-én bejelentette a visszavonulását. Egy héttel később azt is elmondta, hogy nem kíván több Daytona 500-on sem indulni. A szezonja jól indult, ugyanis utolsó Daytona 500-án a pole-ból indulhatott. A verseny már nem sikerült igazán jól, ugyanis az utolsó körben tömegbalesetbe keveredett, így végül harmincharmadikként rangsorolták. Később még háromszor indulhatott az élről, ilyen volt a Las Vegas-i és mindkét talladegai futam. Utolsó szezonjában, bár futamgyőzelem nélkül, de ismét bekerült a chase-be, és egészen az utolsó futamig volt esélye a bajnoki címre, miután novemberben győzni tudott Martinsville-ben. Az utolsó futamon, Homesteadben négy versenyzőnek, Gordonnak, Kyle Buschnak, Martin Truex, Jr.-nak és Kevin Harvicknak volt esélye a bajnoki cím megszerzésére, amelyhez a leendő bajnoknak mindössze a legelőrébb kellett végeznie a négy pilóta közül. Gordon végül hatodik lett karrierje utolsó versenyén, így összetettben harmadik lett. A bajnoki címet Kyle Busch szerezte meg.

#### Alkalmi helyettesítések (2016–)
Bár 2015-től kezdve úgy döntött, többet nem indul egész szezonban, a teljes visszavonulást soha nem említette. Ennek megfelelően 2016-ban csapata, a Hendrick Motorsports bejelentette, hogy két futamon, Indianapolisban és Poconóban ő helyettesíti agyrázkódást szenvedett csapattársát, Dale Earnhardt Jr.-t. Első beugró futamán tizenharmadikként zárt. Később elindult Poconóban, Watkins Glenben és Bristolban is. Amikor bejelentették, hogy Earnhardt a teljes hátralévő szezont ki kell, hogy hagyja, Gordon maradt az autóban, azonban nem az összes futamra, ugyanis megkapta váltótársnak Alex Bowmant. Gordon az idény végére még négy futamot (Darlington, Richmond, Dover, Martinsville) kapott meg, a többin Bowman indult.

## Egyéb versenyek
Pályafutása során összesen kétszer vett részt a Race of Champions elnevezésű nemzetközi versenyen, ahol az autó- és motorversenyzés különbözői szakágainak legjobbjai csapnak össze minden évben. A 2002-es tornán az amerikai csapat, benne Gordonnal, Jimmie Johnsonnal és Colin Edwardsszal megnyerte az országok küzdelmét. Ami Gordon versenyeit illeti, a csoportkörben Cristiano da Matta ellen kikapott, legyőzte viszont Fernando Alonsót. Az elődöntőben a francia csapat volt az ellenfél, ahol Gordon végül diadalmaskodott Sébastien Bourdais ellen. Az olaszok elleni döntőben ismét győzedelmeskedett, ezúttal Fabrizio Giovanardi ellen. Mivel Gordonon kívül Edwards kétszer is legyőzte Marco Melandrit, az amerikaiaknak Johnson veresége is belefért, ugyanis összesítésben így is 3–1-re múlták felül Olaszország csapatát. Elvileg ott lett volna 2004-ben is, azonban végül influenza miatt le kellett mondania a részvételt, és a helyére Casey Mears került. Itt egy nagy találkozó jöhetett volna létre, ugyanis a programban szerepelt egy Gordon-Michael Schumacher-összecsapás is. 2005-ben Travis Pastrana volt Gordon csapattársa. Egyéniben Gordon indult, és mind számára, mind a csapat számára az elődöntő jelentette a végállomást. Előbbiben Gordon Tom Kristensen ellen szenvedett vereséget, míg a csapatversenyben ismét Kristensen, valamint Mattias Ekström volt az amerikaiak végzete.
Életében először 2007-ben indult a daytonai 24 órás autóversenyen, a Wayne Taylor Racing színeiben. Csapattársai Max Angelelli, Jan Magnussen és Wayne Taylor voltak. A csapat végül harmadikként ért célba, két kör hátránnyal a Juan Pablo Montoya-Scott Pruett-Salvador Durán trió mögött.
Ugyancsak elindult több IROC-versenyen, 1995 és 2001 között. Ezek során egy versenyt nyert, 1998-ban, Daytonában. Bár meg volt hívva a 2002-es versenyre is, elfoglaltságaira hivatkozva végül ekkor nem tette tiszteletét a versenyen.
1997-ben Gordon kapott egy lehetőséget a CART egyik csapattulajdonosától, Barry Greentől, hogy a Team Green színeiben tegye meg első lépéseit a Formula–1 felé. Bár mindig is szívesen versenyzett volna formulaautókkal, végül nem fogadta el az ajánlatot, ugyanis véleménye szerint „egyszerűen túl sok lépés lett volna” eljutni az F1-ig. Egyetlen kapcsolata formulaautókkal az az autócsere, amit későbbi közvetlen riválisával, Juan Pablo Montoyával, a Williams akkori F1-es pilótájával ejtettek meg az Indianapolis Motor Speedwayen. Gordon legjobb ideje 1:16.5 volt, vagyis első próbálkozásra többek szerint biztató köridőket futott a számára teljesen ismeretlen autóval. Montoya egyébként a 2002-es amerikai nagydíjon 1:10-es pole-pozíciós időt futott, ugyanazon a pályán, ugyanazon a vonalvezetésen.
2007-ben, 2008-ban és 2010-ben elindult az Eldora Speedwayen megrendezett Prelude to the Dream elnevezésű jótékonysági autókrossz-versenyen. Első évében harmadik, 2008-ban tizennegyedik, míg utoljára huszonkettedik lett.

## Szponzoráció, autófestések

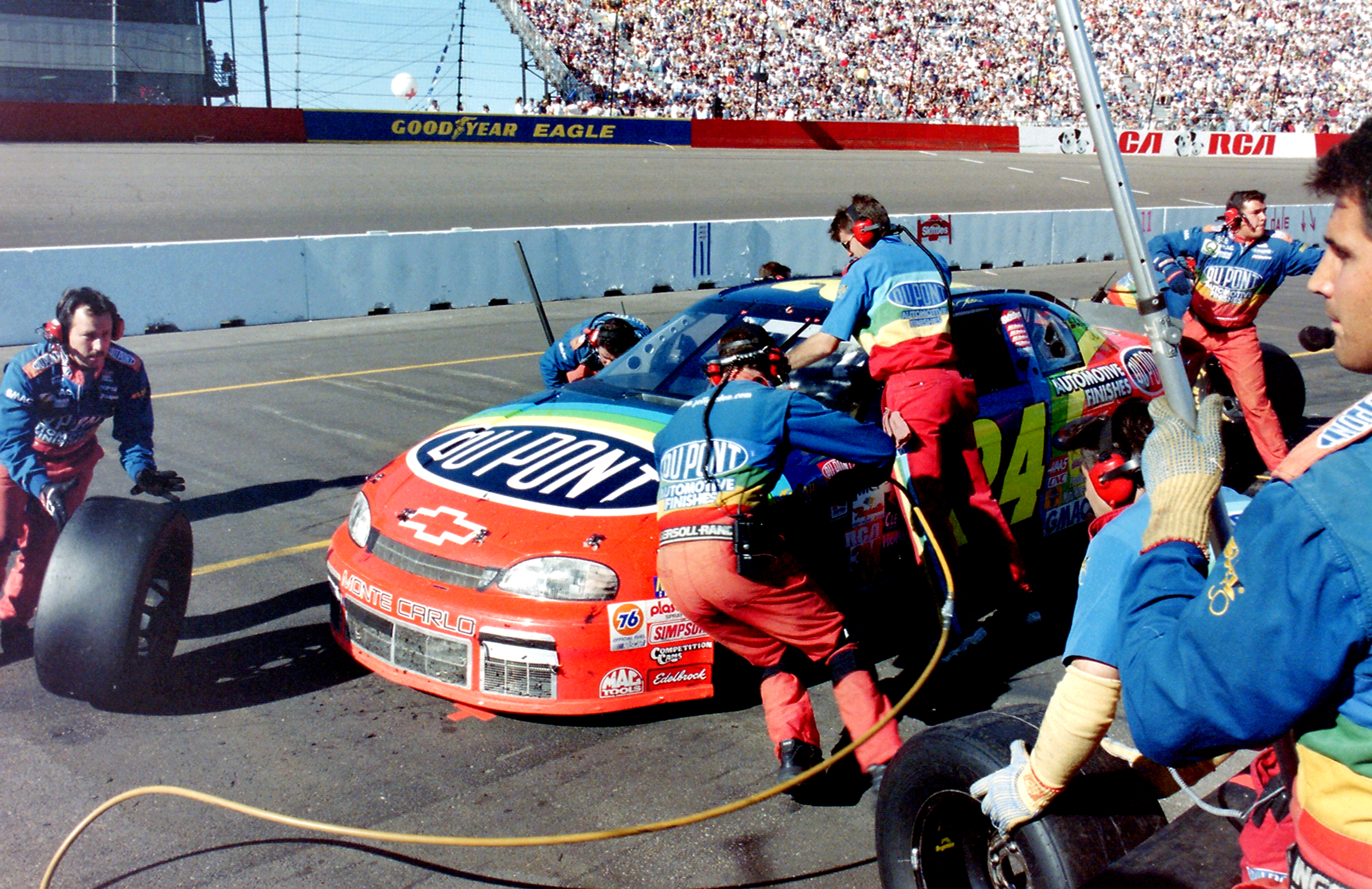
A szivárványharcosok munkában egy 1997-es boxkiállás során

Karrierje kezdetétől, az 1993-as szezontól kezdve egészen 2000-ig Gordon egy szivárvány mintázatú autóval állt rajthoz, amely akkori főszponzora, a DuPont "színes cég"-mottóját volt hivatott kihangsúlyozni. Az autó festése személy szerint Sam Bass nevéhez fűződik, ám az eredeti tervekben a legsötétebb szín a fekete lett volna, a kék személyesen Gordon kérésére váltotta fel a feketét. A Hendrick Motorsports végül készített több változatot is, ebből választotta ki a cég a végül ikonikussá vált autófestést Gordon számára. Az autó kinézete miatt Gordon és szerelői csapata a „szivárványharcosok” becenevet kapták.
1997-ben hosszútávú szerződést kötött a Pepsivel, amely attól az évtől kezdve egészen karrierje legvégéig érvényben maradt. Emiatt Gordon minden évben, főleg az éjszakai versenyeken vezetett egy Pepsi-mintázatú autót. A verseny, ahol ez a legtöbbször előfordult, a Coke Zero 400 volt.
2001-től a klasszikus szivárványminta valamelyest megváltozott, ekkor a fő minta a lángnyelv lett. Innentől kezdve a klasszikus minta csak a 2004-es Nextel All-Star Challenge-en és a 2015-ös Irwin Tools Night Race-en tért vissza. A DuPonthoz köthető még az a jubileumi minta, amellyel Gordon autóját a DuPont huszadik születésnapja idején matricáztak fel. 2006-ban újabb szponzorral, a Nicorette-tel szerződött le. 2007-ben bővült az együttműködés, így összesen négy versenyen került fel a Nicorette emblémája az autóra. A 2007-es Coca Cola 600-on az autón az Amerikai Védelmi Minisztérium emblémája díszelgett. A 2007-es talladegai versenyre Gordon a szurkolókat kérte meg arra, hogy megtervezzék az autó mintázatát. Az akció szerencsét hozott, ugyanis végül ő nyerte a futamot.
2009-től kezdve a lángnyelvmotítvumok fekete alapon narancs és piros színezetet kaptak. Ugyancsak 2009-ben kötött szerződést Gordonnal a Nemzeti Gárda, a szerződés szerint 6–8 versenyen kellett őket mutatni a 24-es rajtszámú Chevrolet-n.

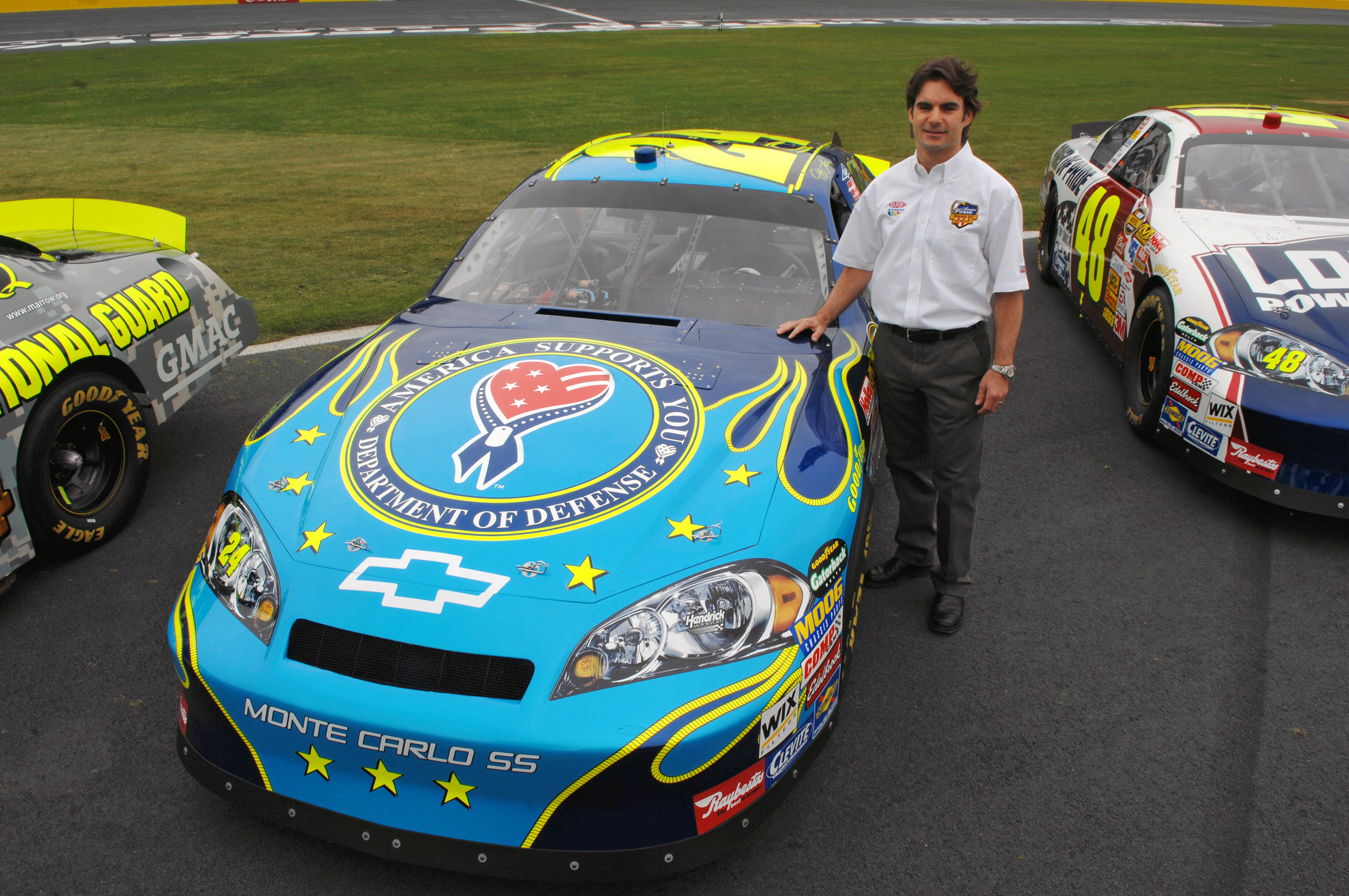
Gordon a Védelmi Minisztérium emblémájával az autóján a 2007-es Coca-Cola 600 idején

2009 novemberében a Hendrick Motorsports tulajdonosa, Rick Hendrick elmondta, azt tervezi, hogy a DuPonttal egészen Gordon karrierje végéig szóló szerződést köt. A csapat és a DuPont szerződése 2010-ben járt le, ekkor Hendrick afféle B-tervként tárgyalt a Walmarttal is egy főszponzori szerződésről, ám ez végül nem jött létre.
Néhány szponzor (általában filmek vagy konkrét filmes karakterek) csak egy-egy verseny erejéig tűnt fel Gordon karrierjében. Ilyen volt a Jurassic Park 1997-ben, a Csillagok háborúja I: Baljós árnyak és a NASCAR Racers 1999-ben, Snoopy a 2000-es Brickyard 400-on, valamint Superman 2006-ban. 2009-ben, a Charlotte-i versenyen Megatron került fel Gordon autójára a nem sokkal később mozikba kerülő Transformers: A bukottak bosszúja film reklámjaként.
2010-ben Rick Hendrick bejelentette, hogy három évvel meghosszabbították szerződésüket a DuPonttal, de a cég már csak tizennégy futamon volt Gordon főtámogatója. Az elmúlt években megszokott két versenyen Gordon Pepsi-matricákkal körözött, míg a maradék futamokon az AARP lett a támogatója. 2012-ben felkerült az autóra a FarmVille játék, valamint a Tini Nindzsa Teknőcök is.
2013-ban a DuPontot megvette a Carlyle Group, és a cég neve innentől Axalta Coating System lett, amely tizennégy versenyen szponzorálta Gordont a szezon során. 2014-ben, a texasi versenyen egy helyi cég támogatta.
Gordon és a Hendrick Motorsports legutolsó szponzori szerződéseiket a Panasonickal (a Toughbook branden keresztül) és a 3M-mel kötötték.

## Sikerei

### Díjak, elismerések

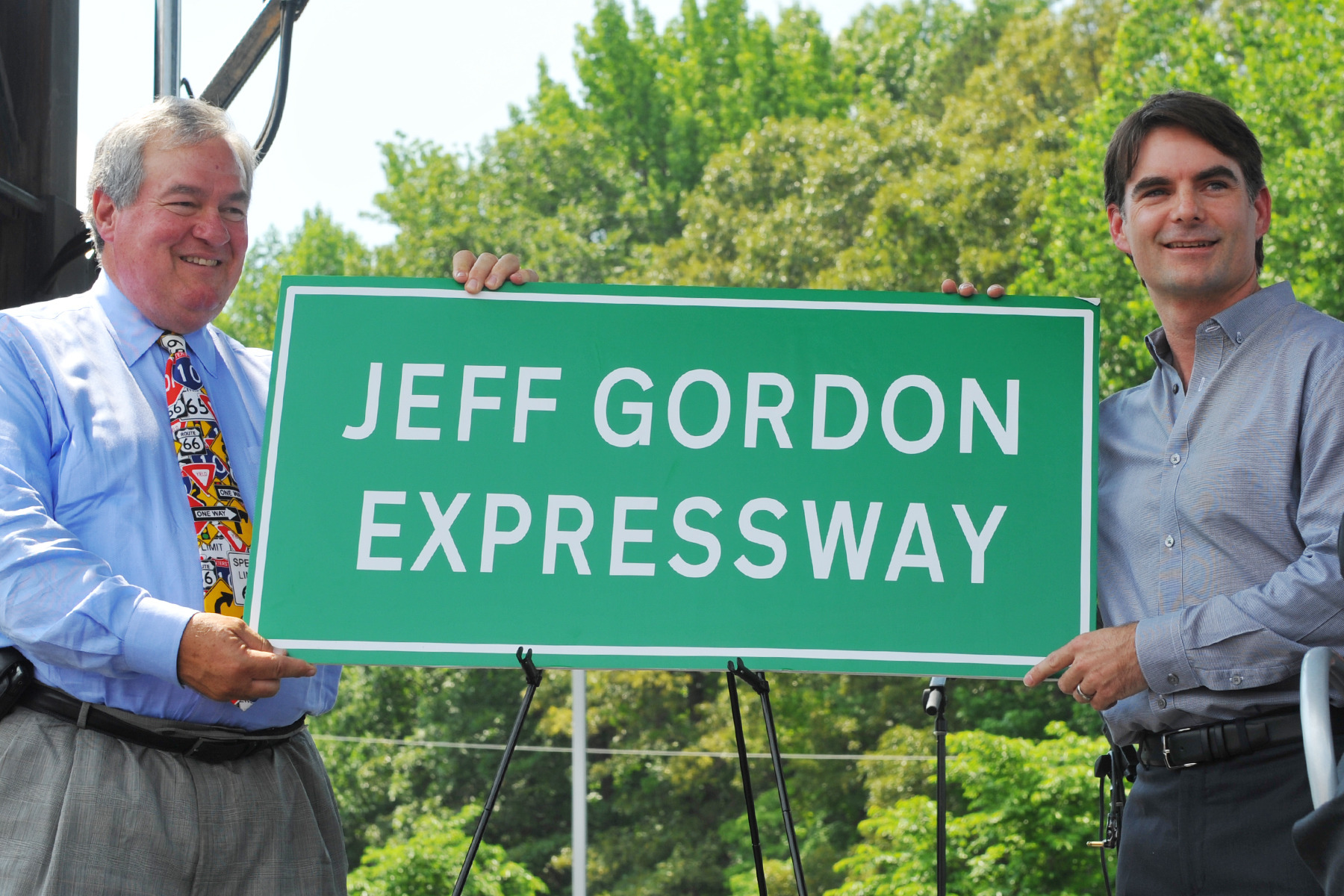
Gordon a róla elnevezett útszakasz táblájával

2009 óta az amerikai midget-versenyzés hírességek csarnoka tagja. A pályán elért kiváló eredményei miatt beválasztották a Watkins Glen International versenypálya saját hírességek csarnokába is. Ugyancsak 2009-ben kapta meg az ezüst Buffalo-díjat, amely az Amerikai Cserkészszövetség legmagasabb kitüntetése, ezt humanitárius tevékenységéért kapta. Két nappal a 2012-es Pennsylvania 400 előtt egy újabb ilyen jellegű elismerést kapott, a Heisman Humanitarian Awardot, a gyermekekkel kapcsolatos problémákban nyújtott nagy segítségéért.
2012-ben egy 2,6 km-es útszakaszt róla neveztek el, ez Jeff Gordon Expressway. Már maga az út is az Interstate 85 nevet viseli, amelyben a 85-ös szám Gordon nyolcvanötödik győzelme előtt tiszteleg.
2015-ben a New York-i Ride of Fame egy túrabuszt ajándékozott Gordon számára, mellyel a sikereit ismerték el.

### Rekordok

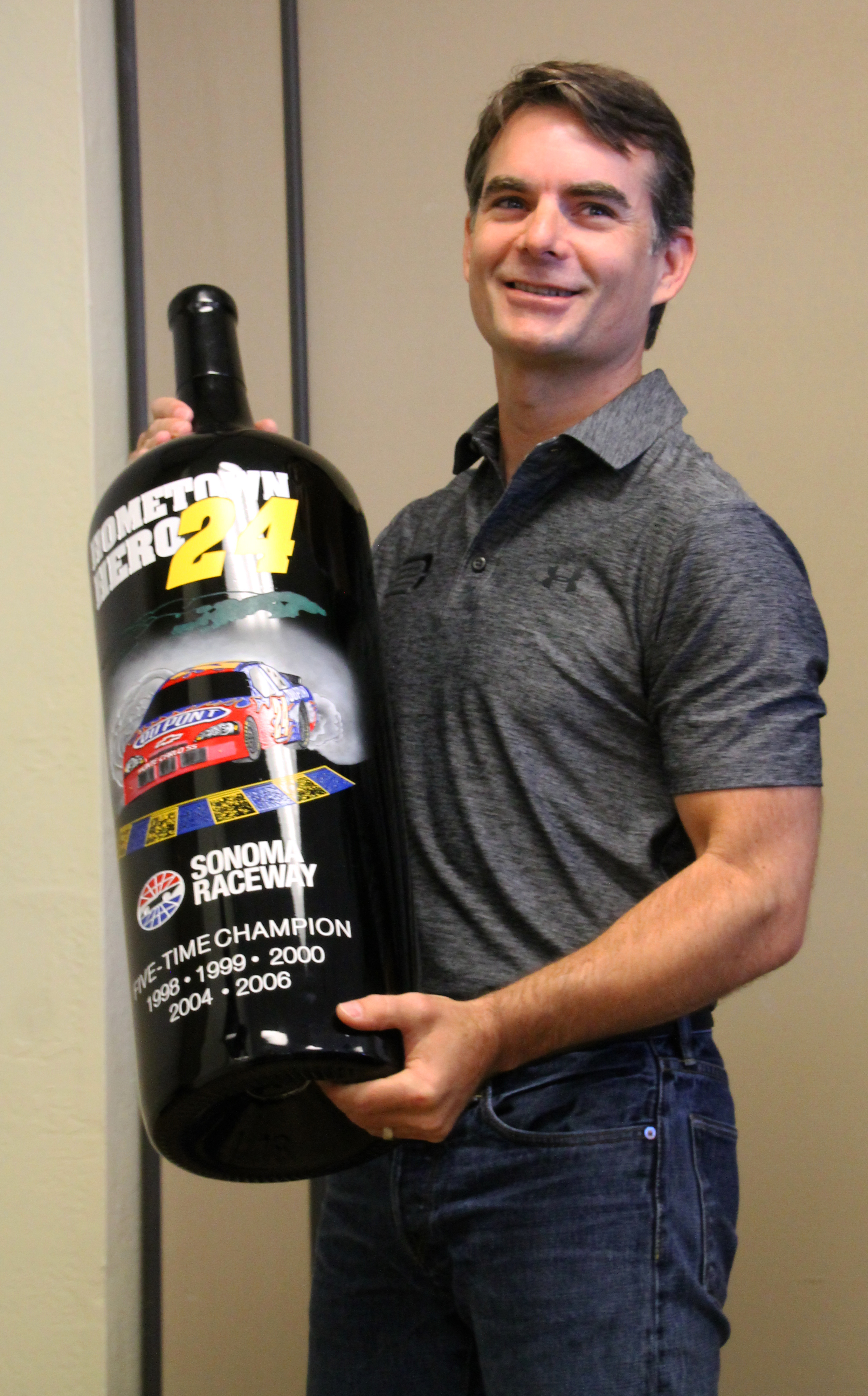
Gordon egy emlék borospalackkal, melyet a Sonoma Racewayen aratott győzelmeiért kapott

Kilencvenhárom győzelmével Jeff Gordon minden idők harmadik legsikeresebb NASCAR-versenyzője, míg a modern érában (1972–) ennél senki nem végzett többször az élen. Ő aratta a legtöbb győzelmet nem oválypályákon (9), és az olyan superspeedway-pályákon, ahol szűkített levegőbeömlővel szerelték fel minden versenyző autóját (12). Több pályán is ő a legsikeresebb Sprint Cup-versenyző, ezek a következők: Indianapolis Motor Speedway (5), Kansas Speedway (3, megosztva Jimmie Johnsonnal), Pocono Raceway (6) és Sonoma Raceway (5). Ha minden autóverseny-sorozatot figyelembe veszünk, Indianapolisban Michael Schumacher Formula–1-es versenyzővel együtt aratták a legtöbb sikert.
2009-ben Gordon lett az első versenyző, aki karrierje során legalább 100 millió dollárnyi pénzdíjat nyert.
1992-es debütáló versenye, a Hooters 500 óta egyetlen versenyt sem hagyott ki sem sérülés, sem személyes indokok miatt. A 2015-ös Sylvania 300 volt pályafutása 789. versenye, ezzel pedig ő lett a megszakítás nélkül legtöbb versenyen induló pilóta. A korábbi rekordott Ricky Rudd tartotta, aki 1981 és 2005 között 785 futamon állt rajthoz. Ezzel a számmal egyébként az összetett kilencedik helyén található a legtöbb versenyen szereplő NASCAR-versenyzők között. Ez a rekordja mindössze néhány alkalommal került veszélybe. 2007-ben, lánya születése idején Mark Martint állította készenlétbe Gordon, hogy szükség esetén beugorjon a helyére. Ella Sofia végül június 20-án, szerdán született meg, így Gordon kényelmesen odaért a hétvégi versenyre. Hasonló történt 2010-ben második gyermeke, Leo Benjamin születése idején, amikor Gordon helyettese a csak nem oválypályákon induló Scott Pruett lett volna szükség esetén. Pruett egyébként néhány bemelegítő kört is megtett, azonban Gordon a Watkins Glen-i versenyen is el tudott indulni. Leo Benjamin Gordon végül kevesebb, mint egy nappal a verseny leintése után született meg. A 2014-es Coca Cola 600 idején Gordon hátsérüléssel küzdött, ekkor Regan Smith állt készenlétben, hogy adott esetben helyettesíteni tudja, végül azonban ezen a versenyen is el tudott indulni.

## Gordon a médiában

### Szakkommentátori szerepkör
Miután bejelentette, hogy a 2015-ös lesz az utolsó teljes szezonja, többször elmondta, szívesen csatlakozna a Fox Sports tévécsatorna közvetítői csapatához. 2015. január 26-án a USA Today írója, Jeff Gluck bejelentette, hogy Gordon leszerződött a Fox Sportsszal a vendég szakkommentátori szerepre az Xfinity Series versenyeire Adam Alexander és Michael Waltrip mellé. A hírt a Fox Sports a következő napon erősítette meg. Február harmadikán, a Fox News Channel reggeli műsorában, a Fox & Friendsben Gordon elmondta, hogy első évében egyelőre három vendégszereplést tervez.
Első szakkommentátori szereplésére végül április tizedikén, az Xfinity Series texasi versenyén került sor. Később még visszatért a képernyőre Bristolban és Talladegában. Gordon egyike volt azon öt aktív versenyzőnek, akik az év során szakkommentátorként vendégszerepeltek az Xfinity Series versenyei alatt. A másik négy versenyző Brad Keselowski, Kevin Harvick, Clint Bowyer és Danica Patrick voltak.
Gordon május 21-én, a NASCAR Race Hub-on bejelentette, hogy 2016-tól a Sprint Cup Series állandó szakértője lesz a Fox Sports képernyőjén, Mike Joyjal és Darrel Waltrippel. Gordon a közvetítői csapatban Larry McReynolds helyére kerül.

### Filmes karrier
Több televíziós produkcióban, valamint mozifilmben is szerepelt, legtöbbször saját magát alakítva. Ezen kívül feltűnt a Pepsi YouTube-csatornáján is, több népszerű videóban. Részt vett reklámokban is. Az egyik címe „Road Trip to the Race Track”, amely egy reklám volt a 2011-es Coke Zero 400 verseny előtt.. 2013-ban Ron Howarddal együtt dolgozott a NASCAR által létrehozott The Crossing című sorozatban.
Filmszerepek
| Év   | Cím                                | Szerep               |
| ---- | ---------------------------------- | -------------------- |
| 1997 | Steel Chariots                     | Saját maga           |
| 2003 | Bolondos dallamok – Újra bevetésen | Saját maga           |
| 2004 | Amerikai taxi                      | Saját maga           |
| 2005 | Kicsi kocsi – Tele a tank          | Saját maga           |
| 2011 | Verdák 2. (amerikai változat)      | Jeff Gorvette (hang) |

Televíziós műsorok
| Év   | Cím                              | Szerep                  | Megjegyzés                                  |
| ---- | -------------------------------- | ----------------------- | ------------------------------------------- |
| 1998 | Arliss                           | Saját maga              | Epizód: "Where Do Clients Come From?"       |
| 1998 | Spin City                        | Saját maga              | Epizód: "The Kidney's All Right"            |
| 2001 | The Drew Carey Show              | Saját maga              | Epizód: "Mr. Laffon's Wild Ride"            |
| 2009 | Speed Racer: The Next Generation | Turbo McAllister (hang) | Epizód: "The Secrets of the Engine: Part 3" |
| 2012 | A Simpson család                 | Saját maga (hang)       | Epizód: "Adventures in Baby-Getting"        |
| 2015 | Penn Zero: Part-Time Hero        | Wacky Bustgutty (hang)  | Epizód: "Chuckle City 500"                  |

### Dokumentumfilmek
2004-ben ő volt az alanya az ESPN dokumentumfilm-sorozatának, a SportsCenturynek. Több más epizódban is feltűnt, azonban a fő téma ezekben az esetekben Dale Earnhardt és Tony Stewart voltak.
2007-ben egy egész estés dokumentumfilm készült róla 24 x 24: Wide Open with Jeff Gordon címmel.
Említés szintjén szerepel két olyan filmben, amely csapatáról, a Hendrick Motorsportsról szól. Ezeknek a címe: Together: The Hendrick Motorsports Story (2009) és Beyond 200: The Hendrick Motorsports Story (2012).

### Egyéb televíziós megjelenések
Feltűnt vendégként a Live! with Regis and Kelly című műsorban, valamint tíz alkalommal társházigazda is volt, amikor az egyik műsorvezetőnek, Regis Philbinnek erre nem volt lehetősége.
2001-ben részt vett a Legyen Ön is milliomos! amerikai változatának sportszupersztár-különkiadásában, ahonnan végül 32 ezer dollárral távozott, miután elrontotta a 125 ezer dolláros kérdést.
2003-ban az addigi huszonnyolc évad alatt ő lett az első NASCAR-versenyző, aki házigazdája lehetett a Saturday Night Live című show-nak.
2010-ben részt vett az Extreme Makeover: Home Edition című műsorban, 2013 januárjában pedig az I Get That a Lot-ban, ahol benzinkutasként Quaker State-motorolajat próbált eladni anélkül, hogy felismernék őt.
További műsorok, amelyekben Gordon is szerepelt: 60 Minutes, The American Athlete, American Idol, Celebrity Poker Showdown, Charlie Rose, Crook & Chase, The Ellen DeGeneres Show, Fashion Police, Fox & Friends, Good Morning America, Jimmy Kimmel Live!, Knock Knock Live, Larry King Live, The Late Late Show with Craig Ferguson, Late Night with Jimmy Fallon, Late Show With David Letterman, Life & Style, On Air with Ryan Seacrest, Players, Rachael Ray, Sesame Street, Sidewalks Entertainment, ,Today, The Tonight Show with Jay Leno, The Tony Danza Show, Top Gear, Unique Whips, The View, The Wayne Brady Show és a WindTunnel with Dave Despain.

### Videojátékok
Jeff Gordon a főszereplője a Jeff Gordon: XS Racing elnevezésű játéknak. A játék során ő ad tippeket a továbbhaladáshoz, valamint a végén ő az ellenfél a fő párbaj során.
Több alkalommal ő volt az EA Sports NASCAR-sorozatának borítóján. Ilyen volt a NASCAR 98, a NASCAR Thunder 2002, valamint a NASCAR 06: Total Team Control, amelyben a játék fő újítása a csapatok irányítása. Ugyancsak ő szerepel a NASCAR 09 borítóján, amelyben mentorként is feltűnik a „Sprint for the Cup” módban.
Legutóbb a NASCAR '15 borítóján szerepelt, amelyet az Eutechnyx dobott piacra.

## Magánélete
Gordon a kaliforniai Vallejóban született Carol Ann és William Grinnell Gordon gyermekeként. Anyja és vér szerinti apja Jeff egyéves korában elváltak. Gordon anyja a hetvenes években újraházasodott, az ifjú Jeff nevelőapja ekkor lett John Bickford. Édestestvére, Kim négy évvel idősebb nála. Féltestvére, James Bickford szintén autóversenyző, jelenleg a K&N Pro Series Westben versenyez. Jeff Gordon saját elmondása szerint keresztény, azonban saját tapasztalatai szerint „nagyon nehéz egy kimondott vallásra koncentrálnia”. Ez a vallásosság nem rögtön alakult ki nála, hanem csak akkor, amikor versenyzőtársait követve ő is elment néhány istentiszteletre a versenyek előtt.

### Házasságai és gyermekei

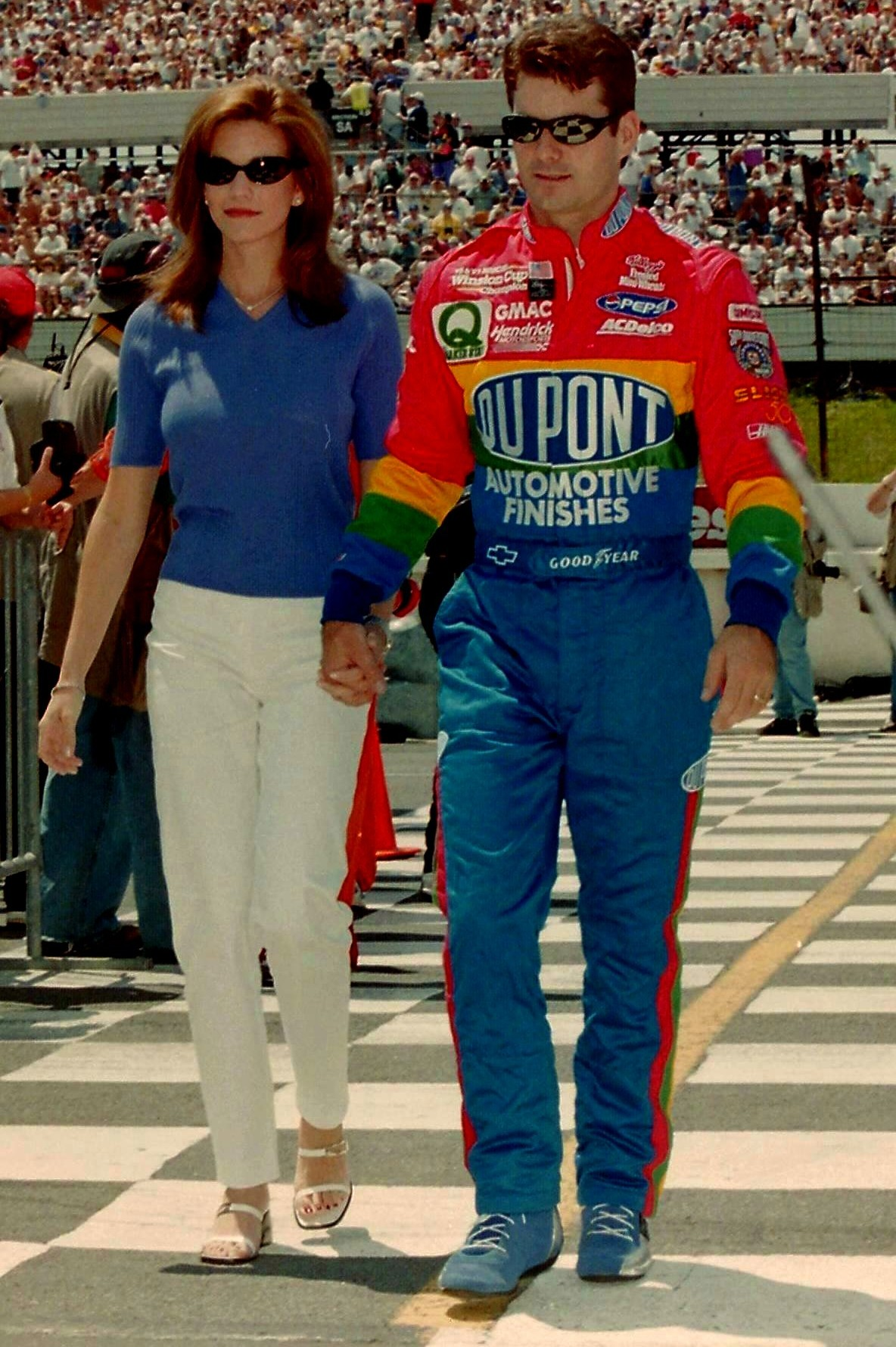
Gordon első feleségével, Brooke Sealeyvel.

Első feleségével, Brooke Sealey-vel egy Busch Series-verseny után találkozott először, aki a győzelmi ceremóniák során Ms. Winstonként tetszelgett, a mindenkori győztes oldalán. A pár eleinte titokban randevúzgatott, ugyanis a versenyzőknek megtiltották, hogy Ms. Winstonnal találkozzanak. Gordon és Sealey végül az 1994-es Daytona 500 idején jegyezték el egymást, majd még ugyanebben az évben össze is házasodtak. 2002-ben végül mégis elváltak, ugyanis Sealey (aki időközben felvette Gordon nevét is) azt állította, hogy Gordon megcsalja őt a modell Deanna Merrymannel. A tárgyalások során Sealey az egyik házuk kizárólagos használatát kérte, két autót, egy repülőgépet, valamint az addig közös hajóik részleges használatát. A válást végül 2003 nyarán mondták ki, amely után Sealey végül körülbelül tizenötmillió dollárral lépett ki a kapcsolatból.
Ingrid Vandenboschsal Gordon először egy vacsorás parti során (melyet a The Hamptonsban rendeztek) találkozott, egy közös barátnak köszönhetően. A szerelem nem alakult ki első látásra, ugyanis legközelebb csak 2004-ben találkoztak. Az eljegyzésre végül 2006-ban került sor. Gordon elmondása szerint az egész titokban zajlott, a család, a rokonok és a nagyközönség elől több, mint egy hónapig el tudták titkolni a hírt. Az esküvőt is szűk körben tartották Mexikóban, az év novemberében, 2007 nyarán pedig Vandenbosch életet adott első közös gyermeküknek, Ella Sofia Gordonnak. Nem sokkal később kiderült, hogy a pár második gyermekét várja. Második gyermekük, Leo Benjamin nővéréhez hasonlóan szintén augusztusban látta meg a napvilágot.

### Üzletemberként

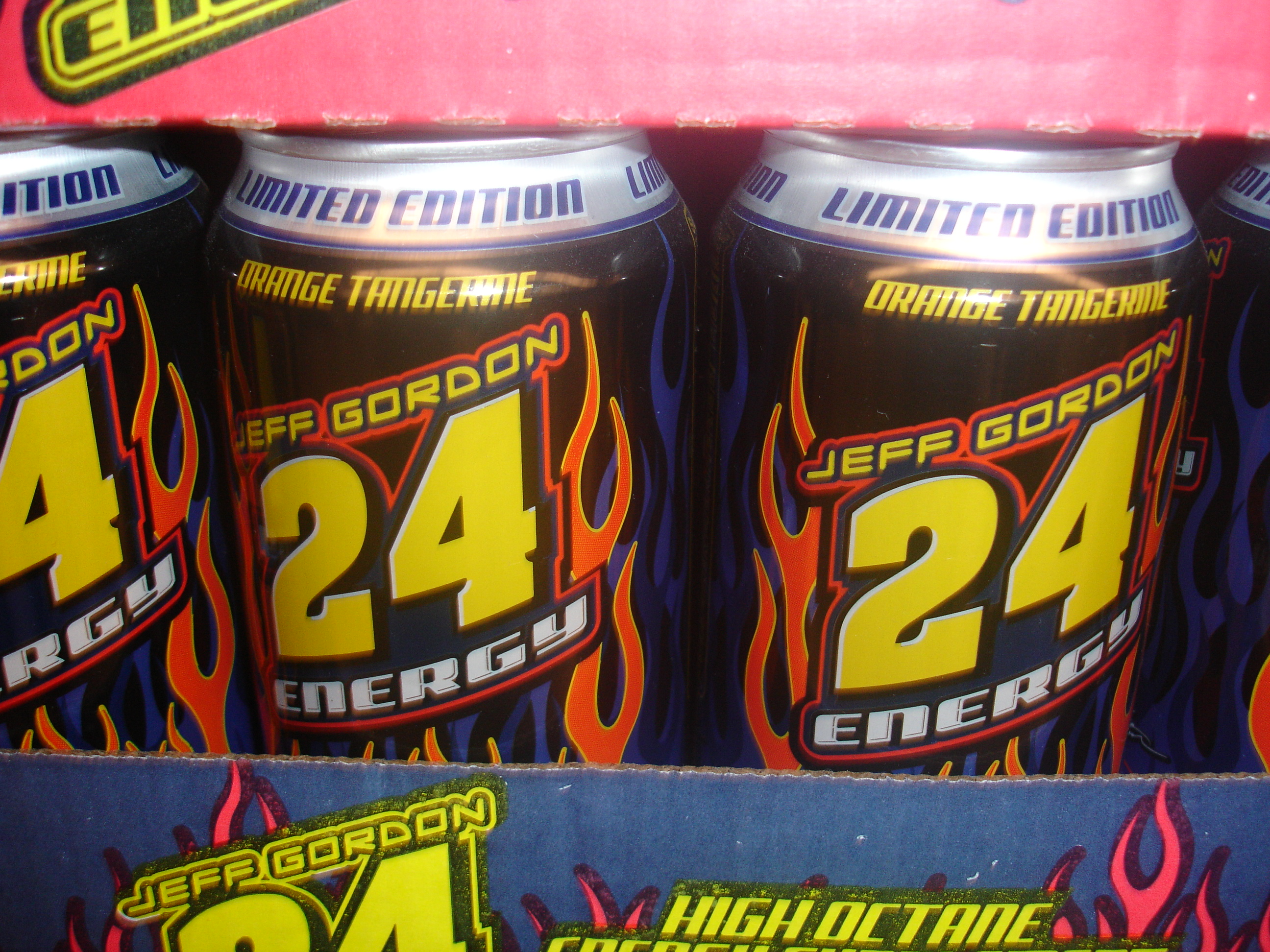
Jeff Gordon nevével ellátott energiaitalok

Pályafutása elején a Coca-Colával állt szponzori szerződésben, azonban később a Pepsit választotta a jobb láthatóság miatt. Karrierje során szerződésben áll vagy állt a Kellogg Companyval, a Frito-Layjel, az Edy's-zel, valamint a Ray-Bannel. 2012 óta a DVX Sun & Safety Sunglasses is szponzorálja, amely napszemüvegeket gyárt.
Gordon tulajdonában van a JG Motorsports, amely egy ideig konkrét versenyistállóként is működött, azonban az utóbbi időben csak menedzseléssel foglalkozik. A JG Motorsports kapja a Gordon nevével ellátott termékek bevételének húsz százalékát. Ezek a termékek 1998-ban például 112 milliós hasznot produkáltak, ennek húsz százaléka került a JG Motorsportshoz. Wilmingtonban van egy saját Chevrolet-kereskedése.
2007-ben a Pepsi piacra dobott egy Gordon nevével ellátott energiaitalt, azonban ennek a forgalmazása végül rövid idő után megszűnt.
2005 óta Gordon a borpiacon is jelen van. 2011-ben, egy indianapolisi borversenyen két aranyérmet is nyert.
2012-ben ő lett az egyik fő tervezője a Canadian Motorsports Parknak. Az építkezés vezetője Gordon nevelőapja, John Bickford volt. 2015-ben szponzora, az Axalta leszerződtette őt üzleti tanácsadónak.

### Jótékonykodás
1999-ben létrehozta a Jeff Gordon Children's Foundation szervezetet, mely az életet fenyegető, ill. krónikus betegségekben segít a gyerekeknek. A szervezet 2006-ban megnyitotta saját kórházát. Egy évvel később Andre Agassival, Muhammad Alival, Lance Armstronggal, Warrick Dunnal, Mia Hammel, Tony Hawkkal, Andrea Jaegerrel, Jackie Joyner-Kerseevel, Mario Lemieux-vel, Alonzo Mourninggal és Cal Ripken, Jr.-ral együtt létrehozta az Athletes for Hope szervezetet, amelynek célja a profi sportolók bevonása a jótékonykodásba, valamint az önkéntes munkába.
2011-ben az AARP lett Gordon szponzora. A nyugdíjas szervezettel karöltve húst adományoznak a versenypályák környékén az éhezés ellen küzdő szervezeteknek, valamint hasonlóan fontos szerepe van az időskori éhezés elleni harcban.

## Statisztikái

### Évek szerint
| Szezon                          | Sorozat                         | Csapat                          | Versenyek | Győzelem | Top 5 | Top 10 | Pole | Pont | Poz. |
| ------------------------------- | ------------------------------- | ------------------------------- | --------- | -------- | ----- | ------ | ---- | ---- | ---- |
| 1990                            | Busch Series                    | Hugh Connerty Racing            | 1         | 0        | 0     | 0      | 0    | 0    | 115. |
| 1991                            | Busch Series                    | Bill Davis Racing               | 30        | 0        | 5     | 10     | 1    | 3582 | 11.  |
| 1992                            | Busch Series                    | Bill Davis Racing               | 31        | 3        | 10    | 15     | 11   | 4053 | 4.   |
| 1992                            | Winston Cup Series              | Hendrick Motorsports            | 1         | 0        | 0     | 0      | 0    | 70   | 79.  |
| 1993                            | Winston Cup Series              | Hendrick Motorsports            | 30        | 0        | 7     | 11     | 1    | 3447 | 14.  |
| 1994                            | Winston Cup Series              | Hendrick Motorsports            | 31        | 2        | 7     | 14     | 1    | 3776 | 8.   |
| 1995                            | Winston Cup Series              | Hendrick Motorsports            | 31        | 7        | 17    | 23     | 9    | 4614 | 1.   |
| 1995                            | International Race of Champions | NASCAR                          | 4         | 0        | 3     | 3      | 0    | 51   | 4.   |
| 1996                            | Winston Cup Series              | Hendrick Motorsports            | 31        | 10       | 21    | 24     | 5    | 4620 | 2.   |
| 1996                            | International Race of Champions | NASCAR                          | 4         | 0        | 1     | 3      | 0    | 30   | 10.  |
| 1997                            | Winston Cup Series              | Hendrick Motorsports            | 32        | 10       | 22    | 23     | 1    | 4710 | 1.   |
| 1997                            | International Race of Champions | NASCAR                          | 4         | 0        | 2     | 4      | 0    | 39   | 6.   |
| 1998                            | Winston Cup Series              | Hendrick Motorsports            | 33        | 13       | 26    | 28     | 7    | 5328 | 1.   |
| 1998                            | International Race of Champions | NASCAR                          | 4         | 1        | 2     | 4      | 0    | 51   | 3.   |
| 1999                            | Winston Cup Series              | Hendrick Motorsports            | 34        | 7        | 18    | 21     | 7    | 4620 | 6.   |
| 1999                            | Busch Series                    | Gordon/Evernham Motorsports     | 6         | 1        | 4     | 4      | 0    | 878  | 51.  |
| 1999                            | International Race of Champions | NASCAR                          | 4         | 0        | 2     | 4      | 0    | 49   | 5.   |
| 2000                            | Winston Cup Series              | Hendrick Motorsports            | 34        | 3        | 11    | 22     | 3    | 4361 | 9.   |
| 2000                            | Busch Series                    | JG Motorsports                  | 5         | 1        | 2     | 3      | 0    | 637  | 57.  |
| 2000                            | International Race of Champions | NASCAR                          | 4         | 0        | 2     | 4      | 0    | 37   | 6.   |
| 2001                            | Winston Cup Series              | Hendrick Motorsports            | 36        | 6        | 18    | 24     | 6    | 5112 | 1.   |
| 2002                            | Winston Cup Series              | Hendrick Motorsports            | 36        | 3        | 13    | 20     | 3    | 4607 | 4.   |
| 2003                            | Winston Cup Series              | Hendrick Motorsports            | 36        | 3        | 15    | 20     | 4    | 4785 | 4.   |
| 2004                            | Nextel Cup Series               | Hendrick Motorsports            | 36        | 5        | 16    | 25     | 6    | 6490 | 3.   |
| 2005                            | Nextel Cup Series               | Hendrick Motorsports            | 36        | 4        | 8     | 14     | 2    | 4174 | 11.  |
| 2006                            | Nextel Cup Series               | Hendrick Motorsports            | 36        | 2        | 14    | 18     | 2    | 6256 | 6.   |
| 2007                            | Nextel Cup Series               | Hendrick Motorsports            | 36        | 6        | 21    | 30     | 7    | 6646 | 2.   |
| 2007                            | Rolex Sports Car Series         | SunTrust Racing                 | 1         | 0        | 1     | 1      | 0    | 30   | 61.  |
| 2008                            | Sprint Cup Series               | Hendrick Motorsports            | 36        | 0        | 13    | 19     | 4    | 6316 | 7.   |
| 2009                            | Sprint Cup Series               | Hendrick Motorsports            | 36        | 1        | 16    | 25     | 1    | 6473 | 3.   |
| 2010                            | Sprint Cup Series               | Hendrick Motorsports            | 36        | 0        | 11    | 17     | 1    | 6176 | 9.   |
| 2011                            | Sprint Cup Series               | Hendrick Motorsports            | 36        | 3        | 13    | 18     | 1    | 2287 | 8.   |
| 2012                            | Sprint Cup Series               | Hendrick Motorsports            | 36        | 2        | 11    | 18     | 2    | 2303 | 10.  |
| 2013                            | Sprint Cup Series               | Hendrick Motorsports            | 36        | 1        | 8     | 17     | 2    | 2337 | 6.   |
| 2014                            | Sprint Cup Series               | Hendrick Motorsports            | 36        | 4        | 14    | 23     | 3    | 2348 | 6.   |
| 2015                            | Sprint Cup Series               | Hendrick Motorsports            | 36        | 1        | 5     | 21     | 4    | 5038 | 3.   |
| 2016                            | Sprint Cup Series               | Hendrick Motorsports            | 5         | 0        | 0     | 0      | 0    | 126  | 39.  |
| Sprint Cup Series               | Sprint Cup Series               | Sprint Cup Series               | 802       | 93       | 325   | 475    | 81   |      |      |
| Busch Series                    | Busch Series                    | Busch Series                    | 73        | 5        | 21    | 32     | 12   |      |      |
| International Race of Champions | International Race of Champions | International Race of Champions | 24        | 1        | 12    | 22     | 0    |      |      |

### NASCAR

#### Teljes Sprint Cup Series-eredménylistája
| 1992 | Hendrick Motorsports | 24 | Chevy | DAY     | CAR    | RCH    | ATL    | DAR    | BRI    | NWS    | MAR    | TAL     | CLT    | DOV    | SON    | POC    | MCH    | DAY     | POC    | TAL    | GLN    | MCH    | BRI    | DAR    | RCH     | DOV    | MAR    | NWS    | CLT    | CAR    | PHO    | ATL 31 |        |        |        |        |        |        |         | 79. | 70   |
| 1993 | Hendrick Motorsports | 24 | Chevy | DAY 5   | CAR 34 | RCH 6  | ATL 4  | DAR 24 | BRI 17 | NWS 34 | MAR 8  | TAL 11  | SON 11 | CLT 2  | DOV 18 | POC 28 | MCH 2  | DAY 5   | NHA 7  | POC 37 | TAL 31 | GLN 31 | MCH 3  | BRI 20 | DAR 22  | RCH 10 | DOV 24 | MAR 11 | NWS 34 | CLT 5  | CAR 21 | PHO 35 | ATL 31 |        |        |        |        |        |         | 14. | 3447 |
| 1994 | Hendrick Motorsports | 24 | Chevy | DAY 4   | CAR 32 | RCH 3  | ATL 8  | DAR 31 | BRI 22 | NWS 15 | MAR 33 | TAL 24  | SON 37 | CLT 1  | DOV 5  | POC 6  | MCH 12 | DAY 8   | NHA 39 | POC 8  | TAL 31 | IND 1  | GLN 9  | MCH 15 | BRI 32  | DAR 6  | RCH 2  | DOV 11 | MAR 11 | NWS 8  | CLT 28 | CAR 29 | PHO 4  | ATL 15 |        |        |        |        |         | 8.  | 3776 |
| 1995 | Hendrick Motorsports | 24 | Chevy | DAY 22  | CAR 1  | RCH 36 | ATL 1  | DAR 32 | BRI 1  | NWS 2  | MAR 3  | TAL 2   | SON 3  | CLT 33 | DOV 6  | POC 16 | MCH 2  | DAY 1   | NHA 1  | POC 2  | TAL 8  | IND 6  | GLN 3  | MCH 3  | BRI 6   | DAR 1  | RCH 6  | DOV 1  | MAR 7  | NWS 3  | CLT 30 | CAR 20 | PHO 5  | ATL 32 |        |        |        |        |         | 1.  | 4614 |
| 1996 | Hendrick Motorsports | 24 | Chevy | DAY 42  | CAR 40 | RCH 1  | ATL 3  | DAR 1  | BRI 1  | NWS 2  | MAR 3  | TAL 33  | SON 6  | CLT 4  | DOV 1  | POC 1  | MCH 6  | DAY 3   | NHA 34 | POC 7  | TAL 1  | IND 37 | GLN 4  | MCH 5  | BRI 2   | DAR 1  | RCH 2  | DOV 1  | MAR 1  | NWS 1  | CLT 31 | CAR 12 | PHO 5  | ATL 3  |        |        |        |        |         | 2.  | 4620 |
| 1997 | Hendrick Motorsports | 24 | Chevy | DAY 1   | CAR 1  | RCH 4  | ATL 42 | DAR 3  | TEX 30 | BRI 1  | MAR 1  | SON 2   | TAL 5  | CLT 1  | DOV 26 | POC 1  | MCH 5  | CAL 1   | DAY 21 | NHA 23 | POC 2  | IND 4  | GLN 1  | MCH 2  | BRI 35  | DAR 1  | RCH 3  | NHA 1  | DOV 7  | MAR 4  | CLT 5  | TAL 35 | CAR 4  | PHO 17 | ATL 17 |        |        |        |         | 1.  | 4710 |
| 1998 | Hendrick Motorsports | 24 | Chevy | DAY 16  | CAR 1  | LVS 17 | ATL 19 | DAR 2  | BRI 1  | TEX 31 | MAR 8  | TAL 5   | CAL 4  | CLT 1  | DOV 3  | RCH 37 | MCH 3  | POC 2   | SON 1  | NHA 3  | POC 1  | IND 1  | GLN 1  | MCH 1  | BRI 5   | NHA 1  | DAR 1  | RCH 2  | DOV 2  | MAR 2  | CLT 5  | TAL 2  | DAY 1  | PHO 7  | CAR 1  | ATL 1  |        |        |         | 1.  | 5328 |
| 1999 | Hendrick Motorsports | 24 | Chevy | DAY 1   | CAR 39 | LVS 3  | ATL 1  | DAR 3  | TEX 43 | BRI 6  | MAR 3  | TAL 38  | CAL 1  | RCH 31 | CLT 39 | DOV 2  | MCH 2  | POC 2   | SON 1  | DAY 21 | NHA 3  | POC 32 | IND 3  | GLN 1  | MCH 4   | BRI 4  | DAR 13 | RCH 40 | NHA 5  | DOV 17 | MAR 1  | CLT 1  | TAL 12 | CAR 11 | PHO 10 | HOM 10 | ATL 38 |        |         | 6.  | 4620 |
| 2000 | Hendrick Motorsports | 24 | Chevy | DAY 34  | CAR 10 | LVS 28 | ATL 9  | DAR 8  | BRI 8  | TEX 25 | MAR 4  | TAL 1   | CAL 11 | RCH 14 | CLT 10 | DOV 32 | MCH 14 | POC 8   | SON 1  | DAY 10 | NHA 5  | POC 3  | IND 33 | GLN 23 | MCH 36  | BRI 23 | DAR 4  | RCH 1  | NHA 6  | DOV 9  | MAR 5  | CLT 39 | TAL 4  | CAR 2  | PHO 7  | HOM 7  | ATL 4  |        |         | 9.  | 4361 |
| 2001 | Hendrick Motorsports | 24 | Chevy | DAY 30  | CAR 3  | LVS 1  | ATL 2  | DAR 40 | BRI 4  | TEX 5  | MAR 12 | TAL 27  | CAL 2  | RCH 2  | CLT 29 | DOV 1  | MCH 1  | POC 2   | SON 3  | DAY 37 | CHI 17 | NHA 2  | POC 8  | IND 1  | GLN 1   | MCH 7  | BRI 3  | DAR 2  | RCH 36 | DOV 4  | KAN 1  | CLT 16 | MAR 9  | TAL 7  | PHO 6  | CAR 25 | HOM 28 | ATL 6  | NHA 15  | 1.  | 5112 |
| 2002 | Hendrick Motorsports | 24 | Chevy | DAY 9   | CAR 7  | LVS 17 | ATL 16 | DAR 9  | BRI 31 | TEX 2  | MAR 23 | TAL 4   | CAL 16 | RCH 7  | CLT 5  | DOV 6  | POC 5  | MCH 5   | SON 37 | DAY 22 | CHI 2  | NHA 29 | POC 12 | IND 6  | GLN 22  | MCH 19 | BRI 1  | DAR 1  | RCH 40 | NHA 14 | DOV 37 | KAN 1  | TAL 42 | CLT 4  | MAR 36 | ATL 6  | CAR 5  | PHO 3  | HOM 5   | 5.  | 4607 |
| 2003 | Hendrick Motorsports | 24 | Chevy | DAY 12  | CAR 15 | LVS 37 | ATL 2  | DAR 33 | BRI 9  | TEX 3  | TAL 8  | MAR 1   | CAL 11 | RCH 16 | CLT 8  | DOV 2  | POC 13 | MCH 3   | SON 2  | DAY 14 | CHI 4  | NHA 24 | POC 36 | IND 4  | GLN 33  | MCH 30 | BRI 28 | DAR 32 | RCH 10 | NHA 19 | DOV 5  | TAL 5  | KAN 5  | CLT 5  | MAR 1  | ATL 1  | PHO 7  | CAR 22 | HOM 5   | 4.  | 4785 |
| 2004 | Hendrick Motorsports | 24 | Chevy | DAY 8   | CAR 10 | LVS 15 | ATL 10 | DAR 41 | BRI 9  | TEX 3  | MAR 6* | TAL 1   | CAL 1* | RCH 6  | CLT 30 | DOV 36 | POC 4  | MCH 38* | SON 1* | DAY 1* | CHI 4  | NHA 2  | POC 5  | IND 1* | GLN 21  | MCH 7  | BRI 14 | CAL 37 | RCH 3  | NHA 7  | DOV 3  | TAL 19 | KAN 13 | CLT 2  | MAR 9  | ATL 34 | PHO 3  | DAR 3* | HOM 3   | 3.  | 6490 |
| 2005 | Hendrick Motorsports | 24 | Chevy | DAY 1   | CAL 30 | LVS 4  | ATL 39 | BRI 15 | MAR 1  | TEX 15 | PHO 12 | TAL 1*  | DAR 2  | RCH 39 | CLT 30 | DOV 39 | POC 9  | MCH 32  | SON 32 | DAY 7  | CHI 25 | NHA 2  | POC 13 | IND 8  | GLN 14  | MCH 15 | BRI 6  | CAL 21 | RCH 30 | NHA 14 | DOV 37 | TAL 37 | KAN 10 | CLT 38 | MAR 1  | ATL 2  | TEX 14 | PHO 3  | HOM 9   | 11. | 4174 |
| 2006 | Hendrick Motorsports | 24 | Chevy | DAY 26  | CAL 13 | LVS 5  | ATL 4  | BRI 21 | MAR 2  | TEX 22 | PHO 10 | TAL 15* | RCH 39 | DAR 2  | CLT 36 | DOV 12 | POC 34 | MCH 8*  | SON 1* | DAY 40 | CHI 1  | NHA 15 | POC 3  | IND 16 | GLN 13  | MCH 2  | BRI 5  | CAL 5  | RCH 31 | NHA 3  | DOV 3  | KAN 39 | TAL 36 | CLT 24 | MAR 5  | ATL 6  | TEX 9  | PHO 4  | HOM 24  | 6.  | 6256 |
| 2007 | Hendrick Motorsports | 24 | Chevy | DAY 10  | CAL 2  | LVS 2  | ATL 12 | BRI 3  | MAR 2  | TEX 4  | PHO 1  | TAL 1*  | RCH 4  | DAR 1  | CLT 41 | DOV 9  | POC 1  | MCH 9   | SON 7  | NHA 2  | DAY 5  | CHI 9  | IND 3  | POC 4  | GLN 9   | MCH 27 | BRI 19 | CAL 22 | RCH 4  | NHA 2  | DOV 11 | KAN 5  | TAL 1  | CLT 1  | MAR 3  | ATL 7  | TEX 7  | PHO 10 | HOM 4   | 2.  | 6646 |
| 2008 | Hendrick Motorsports | 24 | Chevy | DAY 39  | CAL 3  | LVS 35 | ATL 5  | BRI 11 | MAR 2  | TEX 43 | PHO 13 | TAL 19  | RCH 9  | DAR 3  | CLT 4  | DOV 5  | POC 14 | MCH 18  | SON 3  | NHA 11 | DAY 30 | CHI 11 | IND 5  | POC 10 | GLN 29  | MCH 42 | BRI 5  | CAL 15 | RCH 8  | NHA 14 | DOV 7  | KAN 4  | TAL 38 | CLT 8  | MAR 4  | ATL 9  | TEX 2  | PHO 41 | HOM 4   | 7.  | 6316 |
| 2009 | Hendrick Motorsports | 24 | Chevy | DAY 13  | CAL 2  | LVS 6  | ATL 2  | BRI 4  | MAR 4  | TEX 1  | PHO 25 | TAL 37  | RCH 8  | DAR 5  | CLT 14 | DOV 26 | POC 4  | MCH 2   | SON 9  | NHA 2  | DAY 28 | CHI 2  | IND 9  | POC 8  | GLN 37  | MCH 2  | BRI 23 | ATL 8  | RCH 3  | NHA 15 | DOV 6  | KAN 2  | CAL 2  | CLT 4  | MAR 5  | TAL 20 | TEX 13 | PHO 9  | HOM 6   | 3.  | 6473 |
| 2010 | Hendrick Motorsports | 24 | Chevy | DAY 26  | CAL 20 | LVS 3  | ATL 18 | BRI 14 | MAR 3  | PHO 2  | TEX 31 | TAL 22  | RCH 2  | DAR 4  | DOV 11 | CLT 6  | POC 32 | MCH 4   | SON 5  | NHA 4  | DAY 3  | CHI 3  | IND 23 | POC 6  | GLN 10  | MCH 27 | BRI 11 | ATL 13 | RCH 12 | NHA 6  | DOV 11 | KAN 5  | CAL 9  | CLT 23 | MAR 20 | TAL 8  | TEX 37 | PHO 11 | HOM 37  | 9.  | 6176 |
| 2011 | Hendrick Motorsports | 24 | Chevy | DAY 28  | PHO 1  | LVS 36 | BRI 14 | CAL 18 | MAR 5  | TEX 23 | TAL 3  | RCH 39  | DAR 12 | DOV 17 | CLT 20 | KAN 4  | POC 1  | MCH 17  | SON 2  | DAY 6  | KEN 10 | NHA 11 | IND 2  | POC 6  | GLN 13  | MCH 6  | BRI 3  | ATL 1  | RCH 3  | CHI 24 | NHA 4  | DOV 12 | KAN 34 | CLT 21 | TAL 27 | MAR 3  | TEX 6  | PHO 32 | HOM 5   | 8.  | 2287 |
| 2012 | Hendrick Motorsports | 24 | Chevy | DAY 40  | PHO 8  | LVS 12 | BRI 35 | CAL 26 | MAR 14 | TEX 4  | KAN 21 | RCH 23  | TAL 33 | DAR 35 | CLT 7  | DOV 13 | POC 19 | MCH 6   | SON 6  | KEN 5  | DAY 12 | NHA 6  | IND 5  | POC 1  | GLN 21  | MCH 28 | BRI 3  | ATL 2  | RCH 2  | CHI 35 | NHA 3  | DOV 2  | TAL 2  | CLT 18 | KAN 10 | MAR 7  | TEX 14 | PHO 30 | HOM 1   | 10. | 2303 |
| 2013 | Hendrick Motorsports | 24 | Chevy | DAY 20  | PHO 9  | LVS 25 | BRI 34 | CAL 11 | MAR 3  | TEX 38 | KAN 13 | RCH 11  | TAL 11 | DAR 3  | CLT 35 | DOV 3  | POC 12 | MCH 39  | SON 2  | KEN 8  | DAY 34 | NHA 10 | IND 7  | POC 2  | GLN 36  | MCH 17 | BRI 7  | ATL 6  | RCH 8  | CHI 6  | NHA 15 | DOV 4  | KAN 3  | CLT 7  | TAL 14 | MAR 1  | TEX 38 | PHO 14 | HOM 11  | 6.  | 2337 |
| 2014 | Hendrick Motorsports | 24 | Chevy | DAY 4   | PHO 5  | LVS 9  | BRI 7  | CAL 13 | MAR 12 | TEX 2  | DAR 7  | RCH 2*  | TAL 39 | KAN 1  | CLT 7  | DOV 15 | POC 8  | MCH 6   | SON 2  | KEN 6  | DAY 12 | NHA 26 | IND 1  | POC 6* | GLN 34* | MCH 1  | BRI 16 | ATL 17 | RCH 2  | CHI 2  | NHA 26 | DOV 1  | KAN 14 | CLT 2  | TAL 26 | MAR 2* | TEX 29 | PHO 2  | HOM 10* | 6.  | 2348 |
| 2015 | Hendrick Motorsports | 24 | Chevy | DAY 33* | ATL 41 | LVS 18 | PHO 9  | CAL 10 | MAR 9  | TEX 7  | BRI 3  | RCH 8   | TAL 31 | KAN 4  | CLT 15 | DOV 10 | POC 14 | MCH 21  | SON 16 | DAY 6  | KEN 7  | NHA 9  | IND 42 | POC 3  | GLN 41  | MCH 17 | BRI 20 | DAR 16 | RCH 7  | CHI 14 | NHA 7  | DOV 12 | CLT 8  | KAN 10 | TAL 3  | MAR 1  | TEX 9  | PHO 6  | HOM 6   | 3.  | 5038 |
| 2016 | Hendrick Motorsports | 88 | Chevy | DAY     | ATL    | LVS    | PHO    | CAL    | MAR    | TEX    | BRI    | RCH     | TAL    | KAN    | DOV    | CLT    | POC    | MCH     | SON    | DAY    | KEN    | NHA    | IND 13 | POC 27 | GLN 14  | BRI 11 | MCH    | DAR 14 | RCH    | CHI    | NHA    | DOV    | CLT    | KAN    | TAL    | MAR    | TEX    | PHO    | HOM     | -   | -    |

#### Teljes Busch Series-eredménylistája
| 1990 | Hugh Connerty Racing        | 67 | Pontiac | DAY     | RCH    | CAR    | MAR    | HCY    | DAR    | BRI    | LAN    | SBO    | NZH    | HCY    | CLT    | DOV    | ROU    | VOL   | MYB    | OXF    | NHA    | SBO    | DUB    | IRP    | ROU    | BRI    | DAR    | RCH    | DOV    | MAR    | CLT DNQ | NHA    | CAR 39 | MAR    |       | 115. | 0    |
| 1991 | Bill Davis Racing           | 1  | Ford    | DAY DNQ |        | CAR 24 | MAR 14 | VOL 13 | HCY 15 | DAR 9  | BRI 32 | LAN 2  | SBO 23 | NZH 5  | CLT 18 | DOV 2  | ROU 9  | HCY 2 | MYB 13 | GLN 6  | OXF 29 | NHA 15 | SBO 20 | DUB 12 | IRP 18 | ROU 18 | BRI 11 | DAR 28 | RCH 13 | DOV 8  | CLT 35  | NHA 19 | CAR 37 | MAR 8  |       | 11.  | 3582 |
| 1991 | Bill Davis Racing           | 4  | Ford    |         | RCH 17 |        |        |        |        |        |        |        |        |        |        |        |        |       |        |        |        |        |        |        |        |        |        |        |        |        |         |        |        |        |       | 11.  | 3582 |
| 1992 | Bill Davis Racing           | 1  | Ford    | DAY 23  | CAR 9  | RCH 8  | ATL 1  | MAR 6  | DAR 26 | BRI 5  | HCY 28 | LAN 10 | DUB 5  | NZH 26 | CLT 1  | DOV 18 | ROU 5  | MYB 5 | GLN 19 | VOL 18 |        | TAL 11 | IRP 14 | ROU 9  | MCH 19 | NHA 4  | BRI 19 | DAR 3  | RCH 17 | DOV 12 | CLT 1   | MAR 14 | CAR 2  | HCY 11 |       | 4.   | 4053 |
| 1992 | Bill Davis Racing           | 4  | Ford    |         |        |        |        |        |        |        |        |        |        |        |        |        |        |       |        |        | NHA 29 |        |        |        |        |        |        |        |        |        |         |        |        |        |       | 4.   | 4053 |
| 1999 | Gordon/Evernham Motorsports | 24 | Chevy   | DAY     | CAR    | LVS 4  | ATL    | DAR    | TEX 13 | NSV    | BRI    | TAL    | CAL    | NHA    | RCH    | NZH    | CLT 33 | DOV   | SBO    | GLN    | MLW    | MYB    | PPR    | GTY    | IRP    | MCH 2  | BRI    | DAR    | RCH    | DOV    | CLT 2   | CAR    | MEM    | PHO 1  | HOM   | 51.  | 878  |
| 2000 | JG Motorsports              | 24 | Chevy   | DAY     | CAR    | LVS 18 | ATL    | DAR    | BRI    | TEX 42 | NSV    | TAL    | CAL    | RCH    | NHA    | CLT 4  | DOV    | SBO   | MYB    | GLN    | MLW    | NZH    | PPR    | GTY    | IRP    | MCH 7  | BRI    | DAR    | RCH    | DOV    | CLT     | CAR    | MEM    | PHO    | HOM 1 | 57.  | 637  |

#### Daytona 500
| Év   | Csapat               | Autó      | Rajt | Cél |
| ---- | -------------------- | --------- | ---- | --- |
| 1993 | Hendrick Motorsports | Chevrolet | 3.   | 5.  |
| 1994 | Hendrick Motorsports | Chevrolet | 6.   | 4.  |
| 1995 | Hendrick Motorsports | Chevrolet | 4.   | 22. |
| 1996 | Hendrick Motorsports | Chevrolet | 8.   | 42. |
| 1997 | Hendrick Motorsports | Chevrolet | 6.   | 1.  |
| 1998 | Hendrick Motorsports | Chevrolet | 29.  | 16. |
| 1999 | Hendrick Motorsports | Chevrolet | 1.   | 1.  |
| 2000 | Hendrick Motorsports | Chevrolet | 11.  | 34. |
| 2001 | Hendrick Motorsports | Chevrolet | 13.  | 30  |
| 2002 | Hendrick Motorsports | Chevrolet | 3.   | 9.  |
| 2003 | Hendrick Motorsports | Chevrolet | 13.  | 12. |
| 2004 | Hendrick Motorsports | Chevrolet | 39.  | 8.  |
| 2005 | Hendrick Motorsports | Chevrolet | 15.  | 1.  |
| 2006 | Hendrick Motorsports | Chevrolet | 2.   | 26. |
| 2007 | Hendrick Motorsports | Chevrolet | 42.  | 10. |
| 2008 | Hendrick Motorsports | Chevrolet | 8.   | 39. |
| 2009 | Hendrick Motorsports | Chevrolet | 3.   | 13. |
| 2010 | Hendrick Motorsports | Chevrolet | 21.  | 26. |
| 2011 | Hendrick Motorsports | Chevrolet | 2.   | 28. |
| 2012 | Hendrick Motorsports | Chevrolet | 16.  | 40. |
| 2013 | Hendrick Motorsports | Chevrolet | 2.   | 20. |
| 2014 | Hendrick Motorsports | Chevrolet | 6.   | 4.  |
| 2015 | Hendrick Motorsports | Chevrolet | 1.   | 33. |

### Rolex Sport Car Series
| 2007 | SunTrust Racing | 10 | Pontiac 5.0L V8 | Riley Technologies MkXI | DAY (3/3) | MEX | HOM | VIR | LGA | WGL | MDO | DAY | IOW | BAR | MON | WGL | INF | MIL | 61. | 30 |

### Daytonai 24 órás
| 2007 | DP | 10 | SunTrust Racing | Pontiac Riley | Wayne Taylor Max Angelelli Jan Magnussen | 666 | 3 | 3 |

### IROC
| International Race of Champions-eredmények | International Race of Champions-eredmények | International Race of Champions-eredmények | International Race of Champions-eredmények | International Race of Champions-eredmények | International Race of Champions-eredmények | International Race of Champions-eredmények | International Race of Champions-eredmények |
| Év                                         | Autó                                       | 1                                          | 2                                          | 3                                          | 4                                          | Poz.                                       | Pont                                       |
| ------------------------------------------ | ------------------------------------------ | ------------------------------------------ | ------------------------------------------ | ------------------------------------------ | ------------------------------------------ | ------------------------------------------ | ------------------------------------------ |
| 1995                                       | Dodge                                      | DAY 11                                     | DAR 2                                      | TAL 5                                      | MIC 3                                      | 4.                                         | 51                                         |
| 1996                                       | Pontiac                                    | DAY 6                                      | TAL 7                                      | CHA 5                                      | MIC 12                                     | 10.                                        | 30                                         |
| 1997                                       | Pontiac                                    | DAY 9                                      | CHA 3                                      | CAL 5                                      | MIC 9                                      | 6.                                         | 39                                         |
| 1998                                       | Pontiac                                    | DAY 1                                      | CAL 3                                      | MIC 8                                      | IND 9                                      | 3.                                         | 51                                         |
| 1999                                       | Pontiac                                    | DAY 5                                      | TAL 4                                      | MIC 7                                      | IND 2                                      | 5.                                         | 49                                         |
| 2000                                       | Pontiac                                    | DAY 10                                     | TAL 5                                      | MIC 7                                      | IND 4                                      | 6.                                         | 37                                         |

## Fordítás
- Ez a szócikk részben vagy egészben  a   Jeff Gordon című angol Wikipédia-szócikk fordításán alapul.  Az eredeti cikk szerkesztőit annak laptörténete sorolja fel. Ez a jelzés csupán a megfogalmazás eredetét és a szerzői jogokat jelzi, nem szolgál a cikkben szereplő információk forrásmegjelöléseként.